# Stipe (champignon)
Pour les articles homonymes, voir Stipe.

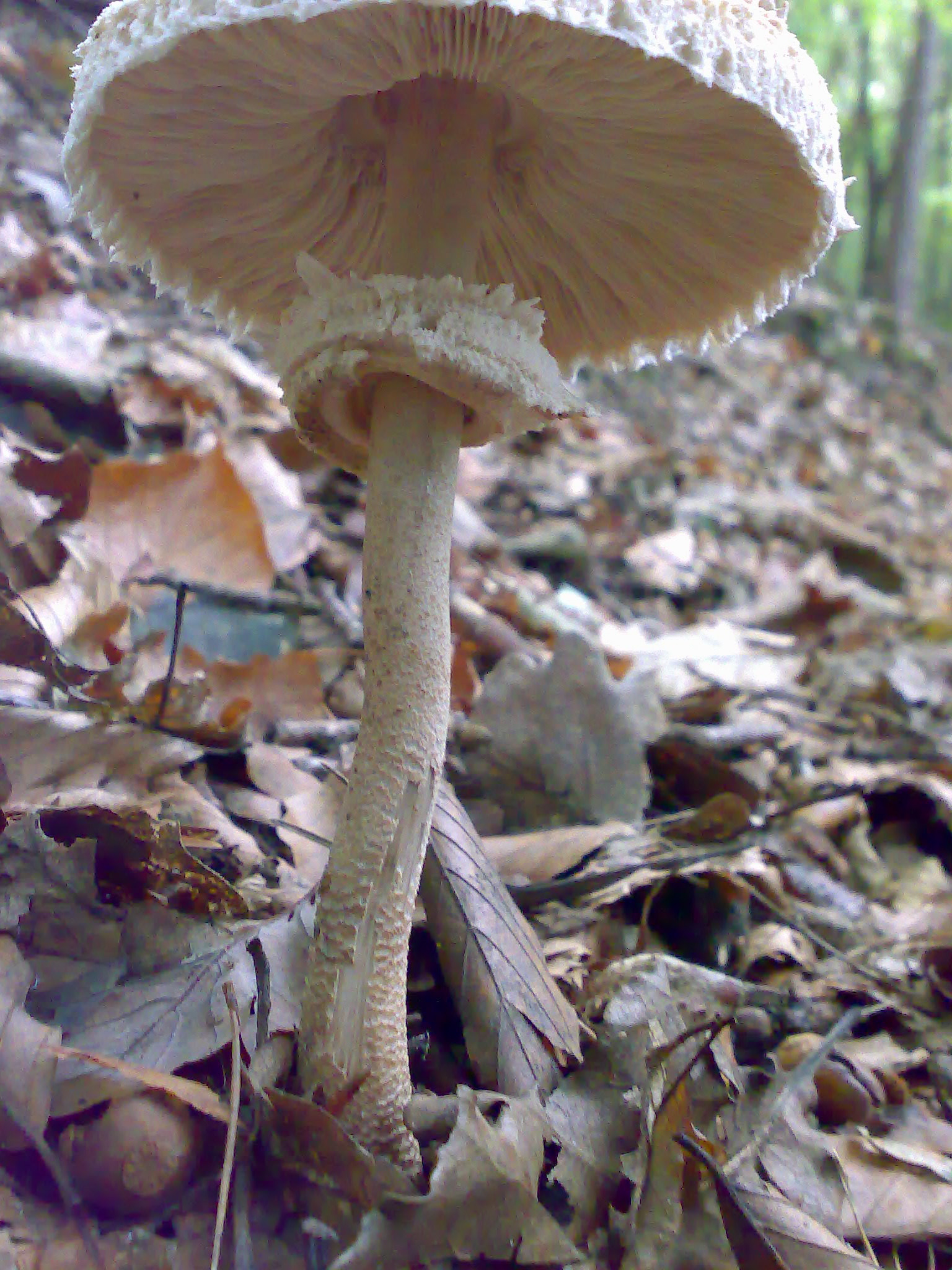
Les caractéristiques de l'anneau qui entoure le stipe sont des éléments contribuant à l'identification des champignons.

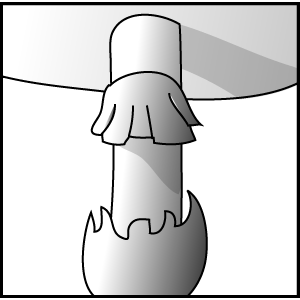
Schéma d'un stipe (ou pied) avec un anneau et une volve, deux structures caractéristiques de certaines espèces de champignons.

En mycologie, le stipe, appelé plus communément le pied, est l'organe qui supporte le chapeau chez de nombreux basidiomycètes et quelques ascomycètes. Un champignon qui a un pied est dit stipité. L'ensemble du pied et du chapeau forme le sporophore.
Le stipe peut présenter divers aspects et porter un anneau et/ou une volve, restes de la membrane qui enveloppe le sporophore à l'état jeune. Sa forme, et celle de sa base, sa position par rapport au chapeau, son ornementation, sa texture et sa couleur sont d'importants caractères pour la détermination des champignons. L'identification peut aussi faire appel à des caractères macroscopiques comme la couleur, la dimension et la forme des hyphes, ou à des réactions de la chair du pied lorsqu'on l'expose à l'air et/ou au contact de certains produits chimiques.

## Fonction
La principale fonction du stipe est de surélever le chapeau au-dessus du sol pour faciliter la dissémination des spores par le vent.

## Caractères macroscopiques
Les principaux caractères du stipe sont sa forme (bulbeux, ventru), la présence d'éventuelles cavités (creux), l'aspect de sa base (marginé, immarginé, radicant ou encore napiforme), son ornementation (réticulé, furfuracé, scrobiculé) sa couleur, sa concrescence.

## Forme

### Ventru
Un stipe est ventru ou obèse lorsqu'il présente un pied enflé ou pansu. C'est une forme typique des sporophores boletoïdes, de certains Tricholoma et Cortinarius.

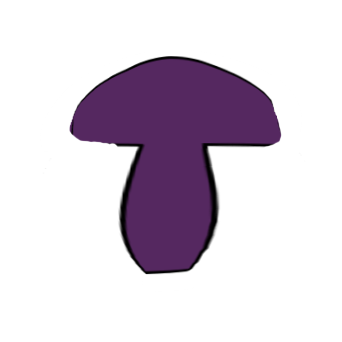
Stipe ventru
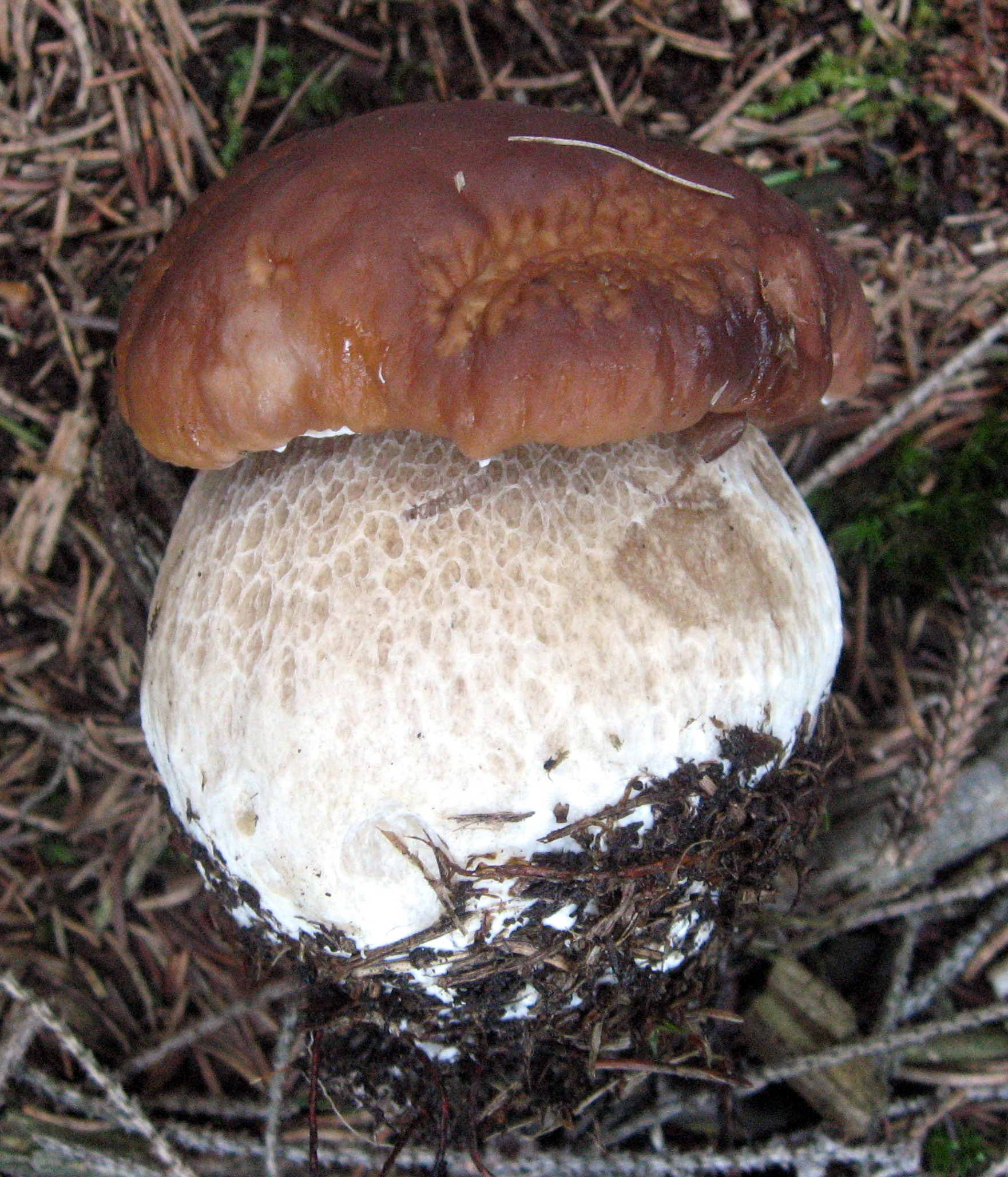
Boletus edulis
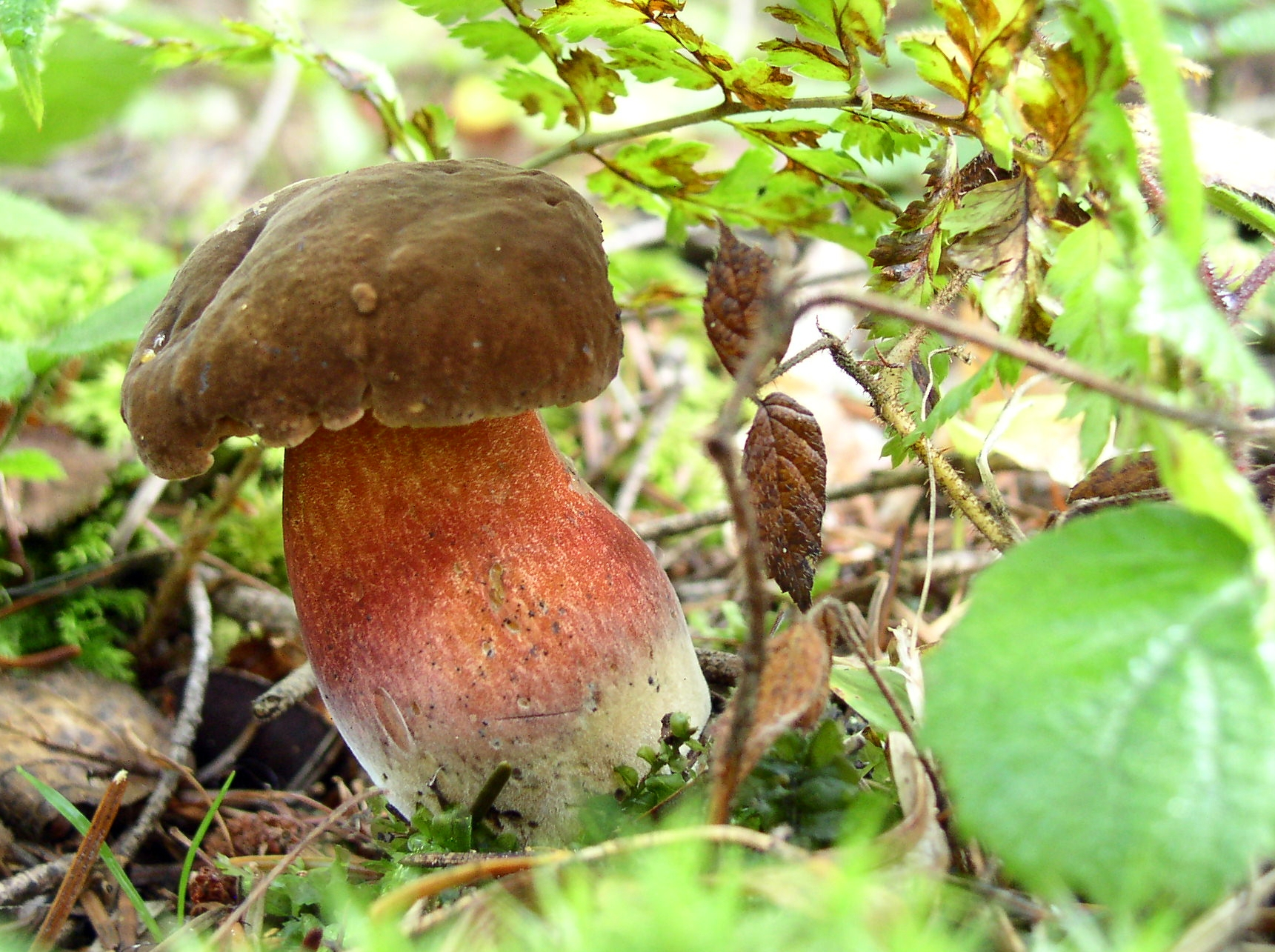
Boletus erythropus
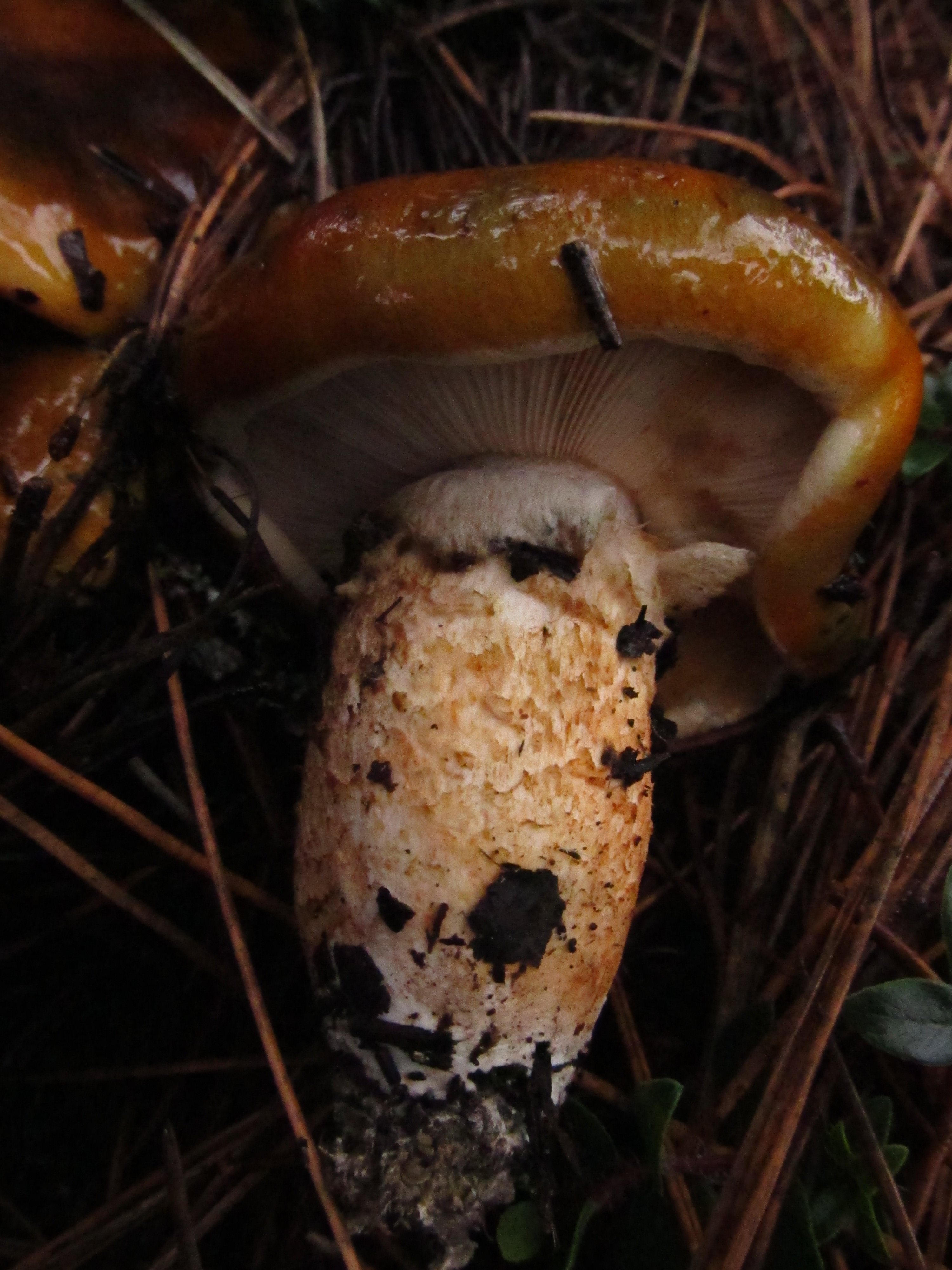
Tricholoma focale

### Clavé
Le stipe a une forme de massue.

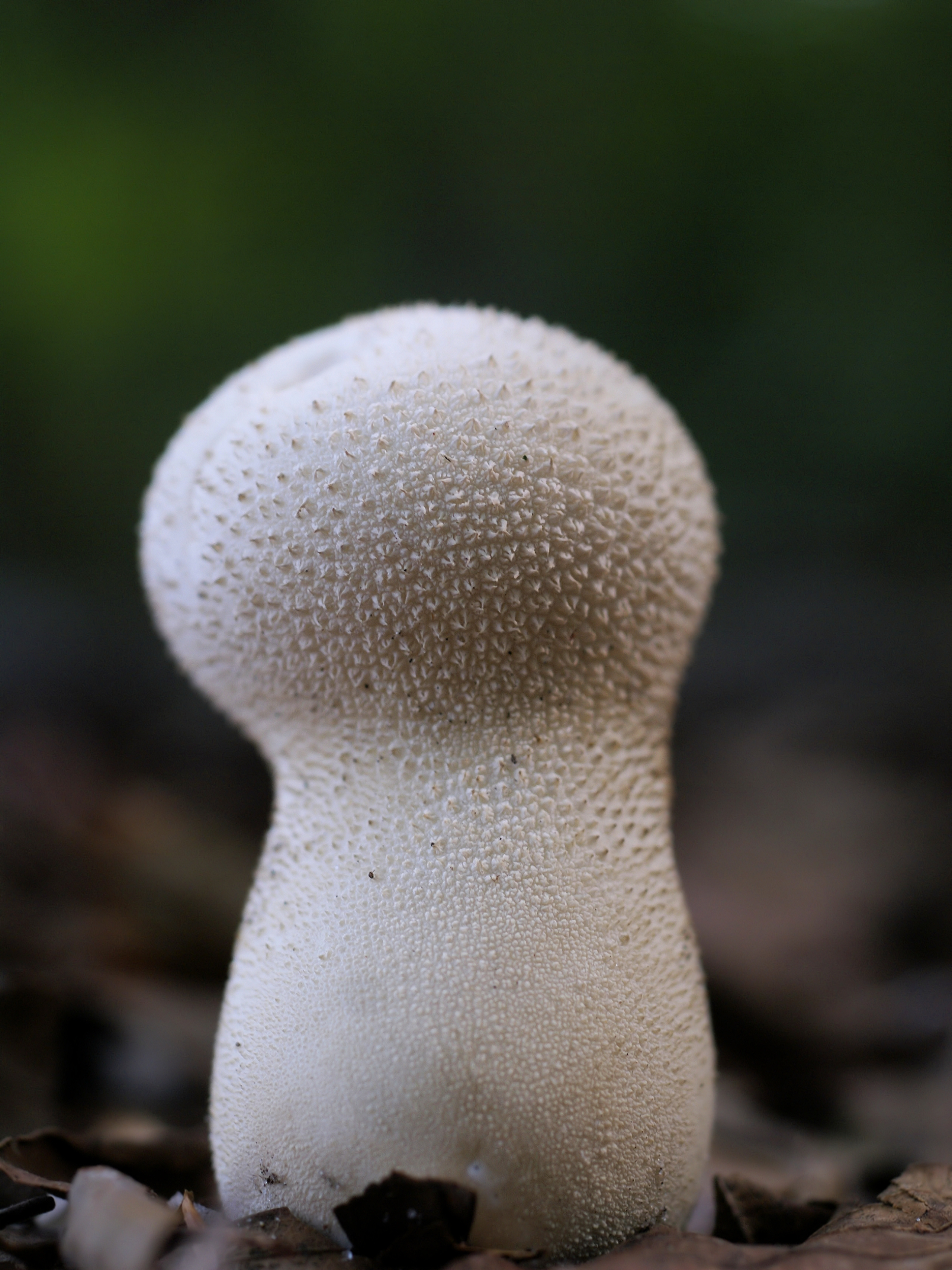
Lycoperdon perlatum

### Fusiforme
Le stipe est fusiforme s'il affecte la forme d'un fuseau, c'est-à-dire atténué aux deux extrémités (et non à une seule) comme chez Collybia fusipes.

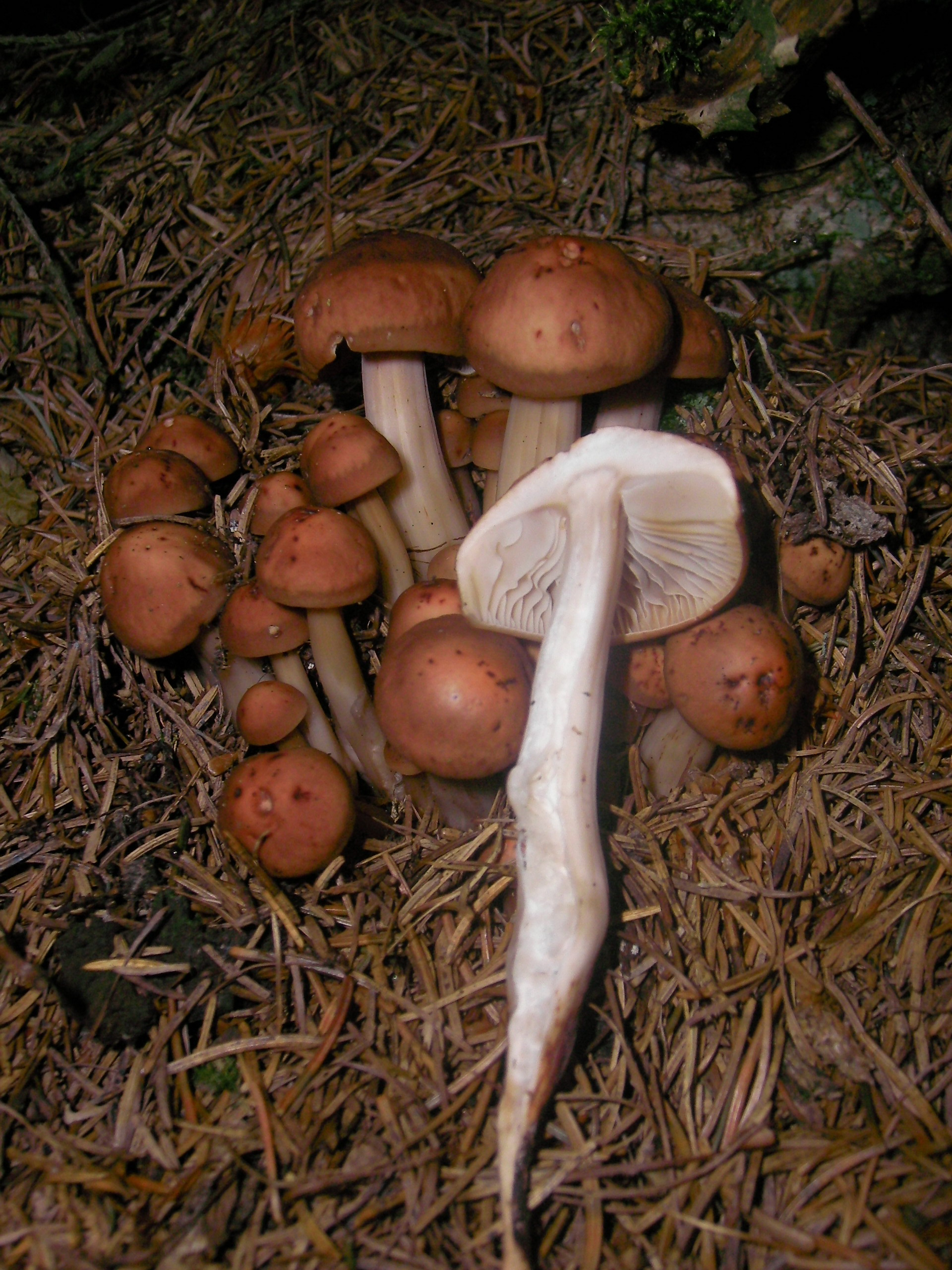
Collybia fusipes

## Position par rapport au chapeau

### Cavités et texture
En fait la gamme d'épithètes plus spécialisées précisant la forme d'une cavité est telle que l'adjectif creux paraît souvent désuet.

#### Cave
Le stipe est caverneux lorsqu'il présente une grande partie du pied entièrement creuse.

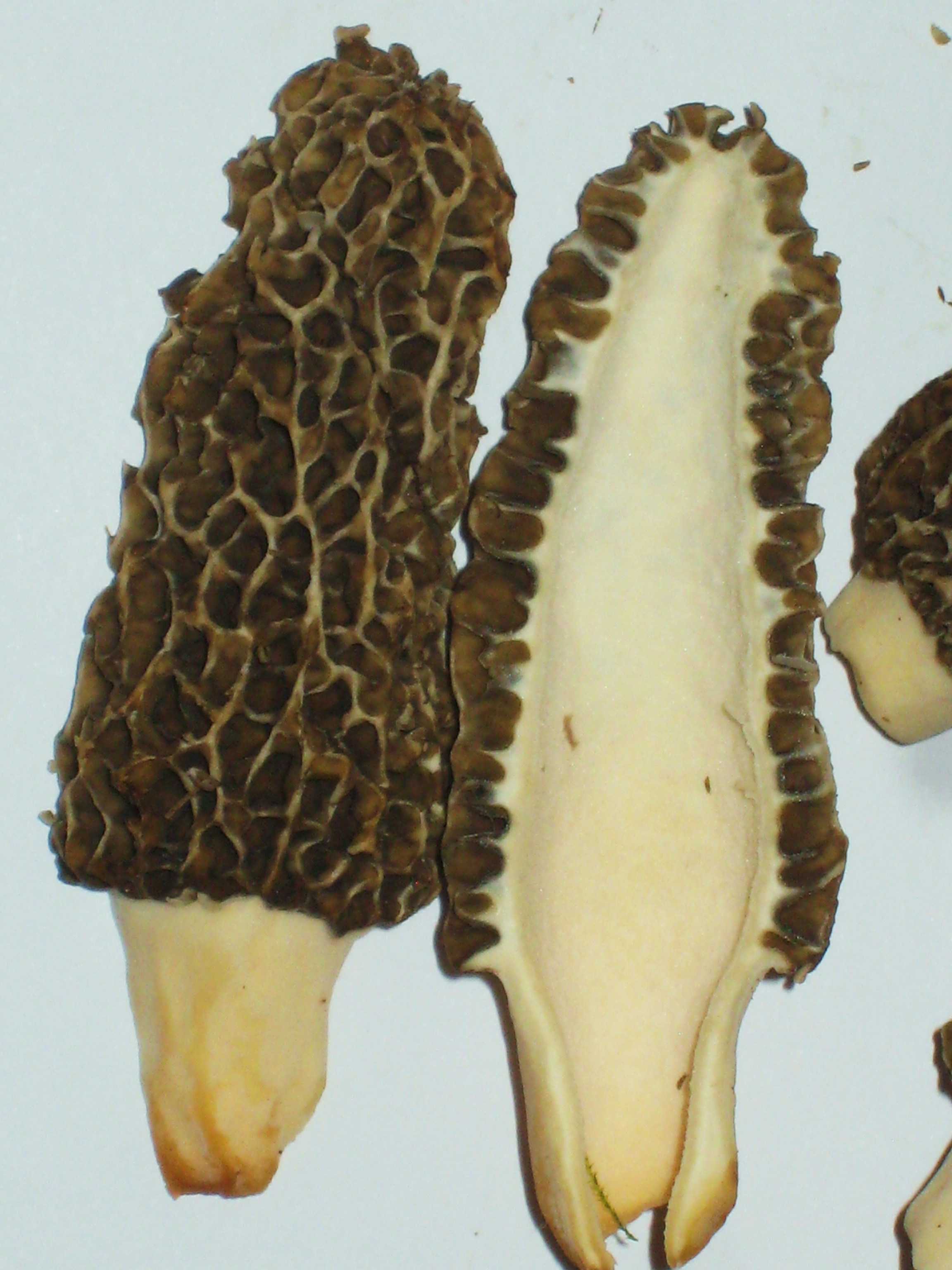
Morchella elata Stipe cave

#### Creux
En latin cavi-pes, pied creux. Dans les ascomycètes, le genre morchella, les morilles, verpes et morillons ont typiquement un pied creux. Dans les basidiomycètes, on trouve notamment cette caractéristique chez les genres russula (Russula cavipes) et lactarius ou encore Boletus cavipes.

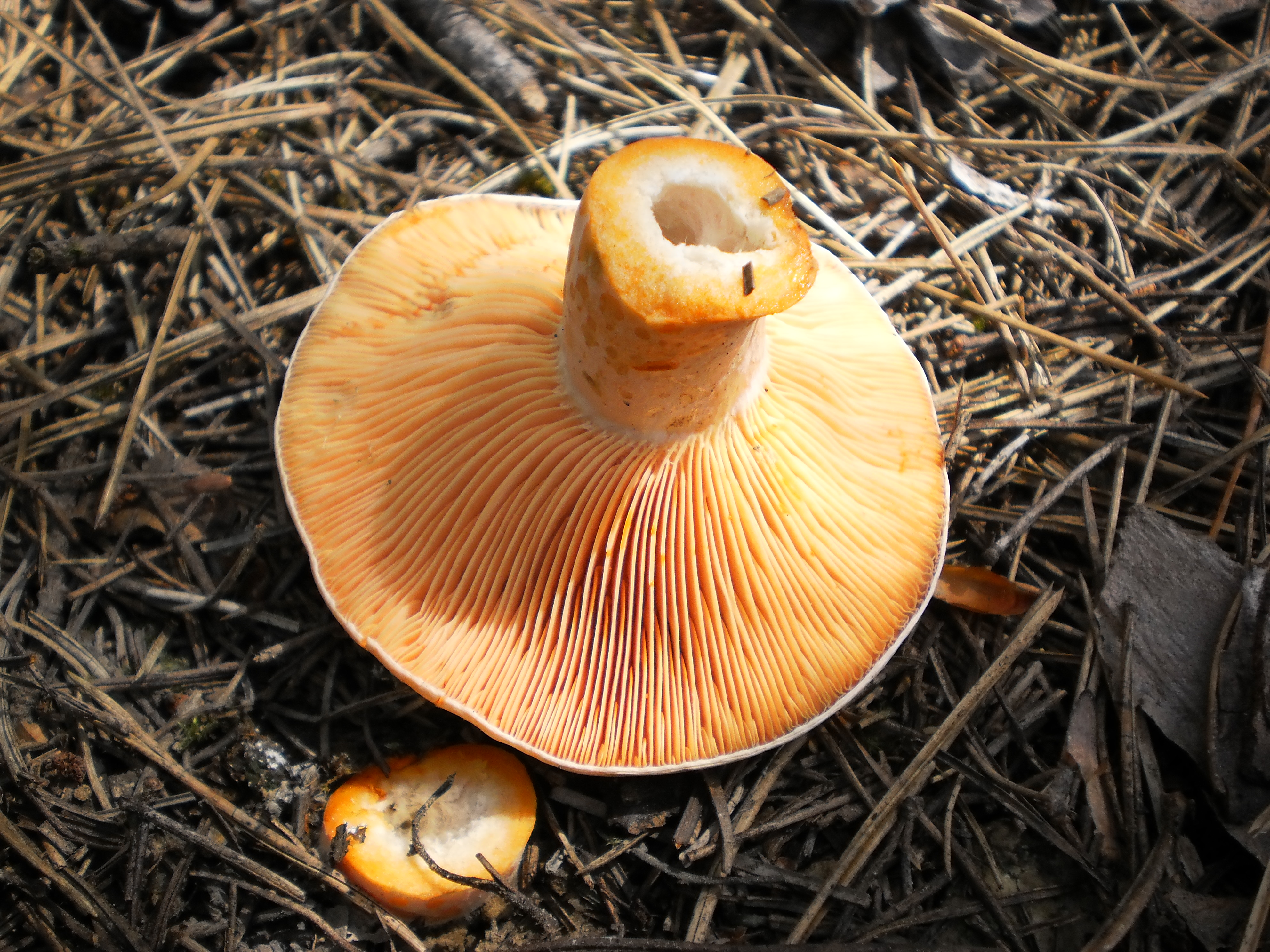
Lactarius deliciosus Stipe creux
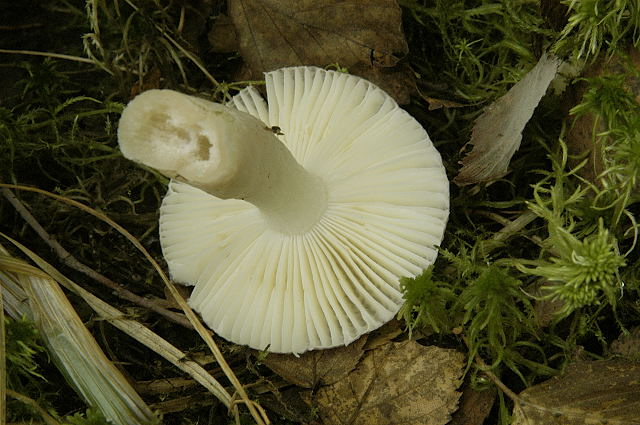
Russula betularum Stipe creux
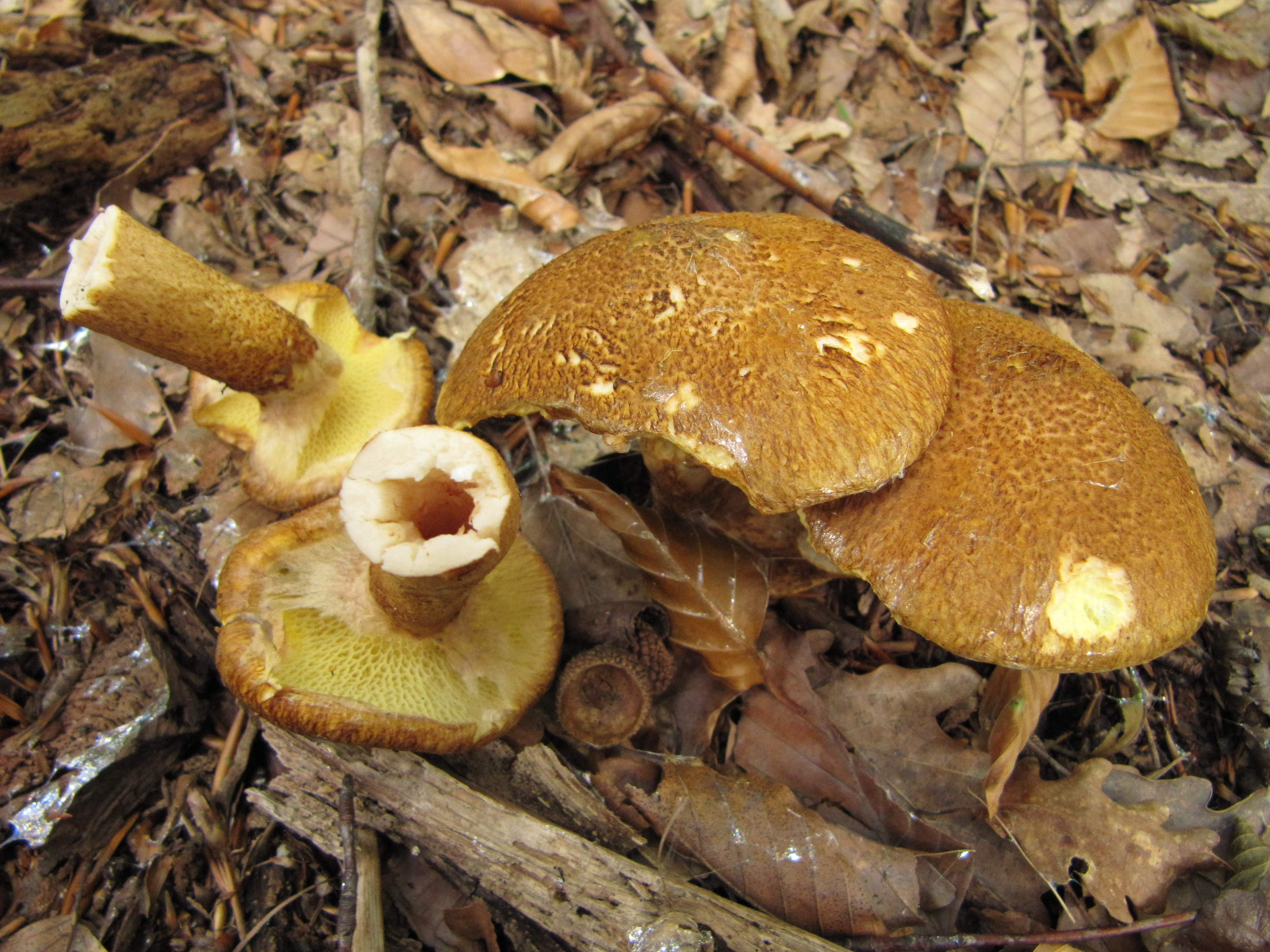
Suillus cavipes Stipe creux

#### Caverneux
Le stipe est caverneux lorsqu'il présente, sur les sections qu'on en examine, de grosses lacunes irrégulières. On retrouve cette caractéristique chez les ascomycètes du genre Verpa et chez les basidiomycètes du genre Russula.

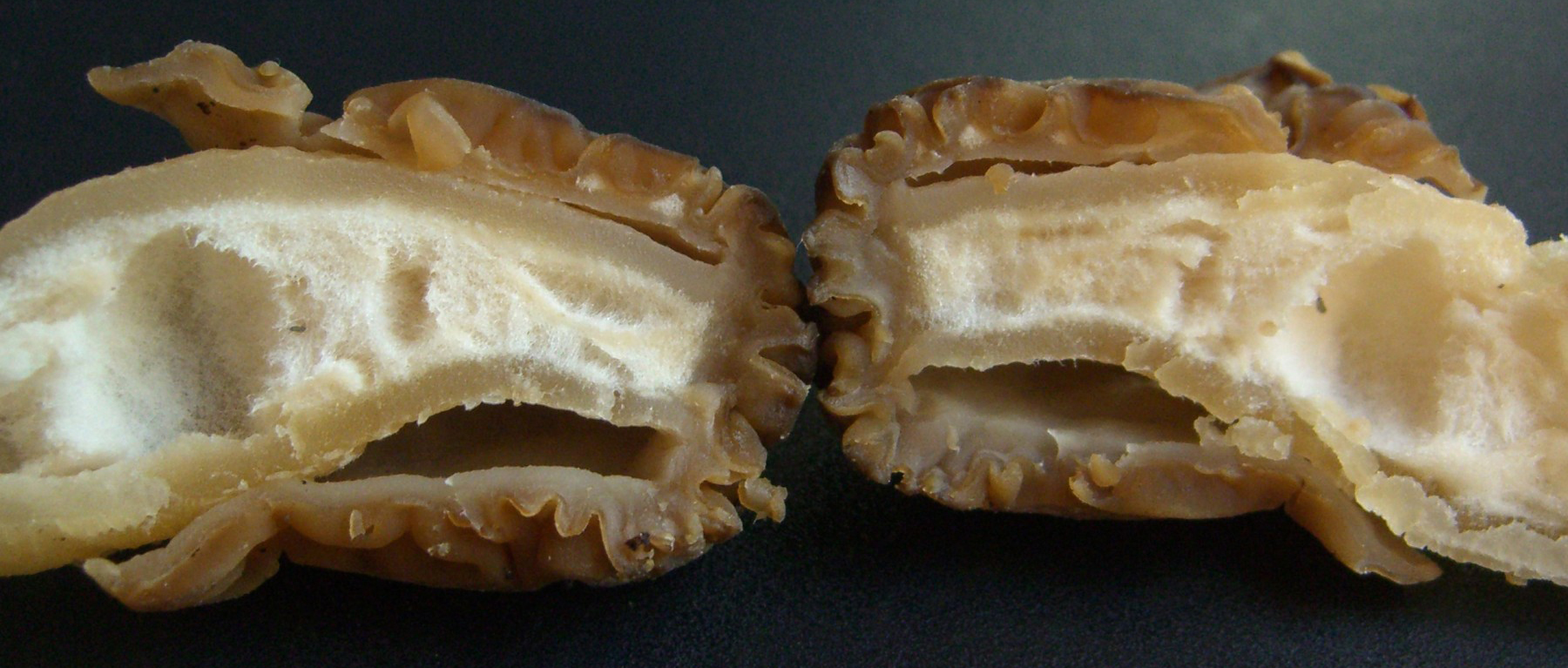
Verpa bohemica Stipe caverneux
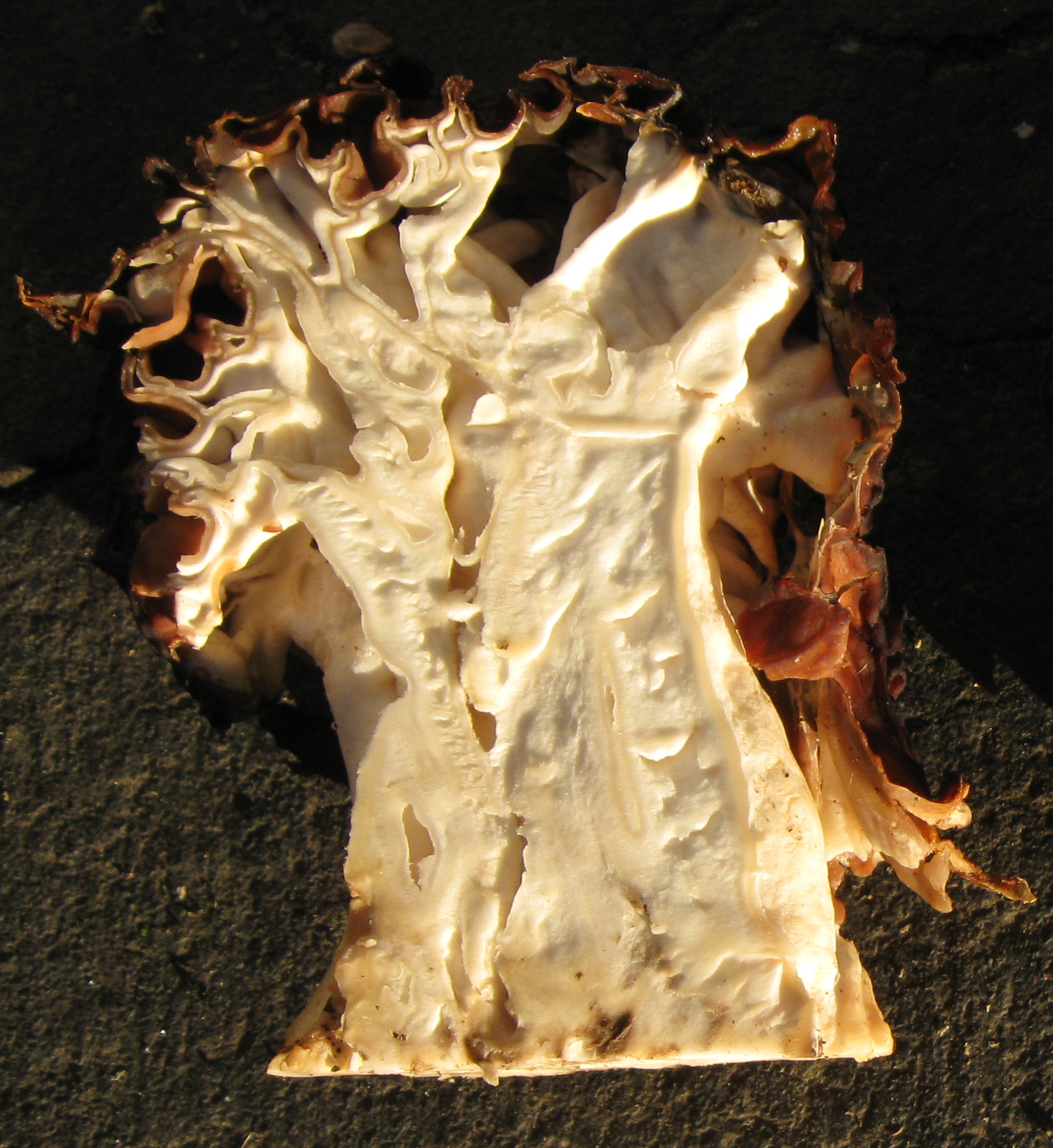
Gyromitra caroliniana

#### Fistuleux
Le stipe est transversalement cloisonné en lacunes successives.

#### Farci
Le stipe d'un Basidiomycète est farci quand la partie centrale du pied est constituée d'une moelle de structure plus aérifère, ou plus molle, que le cortex.

#### Fibreux
Un pied fibreux rendra cette partie du champignon immangeable chez les comestibles, comme chez Kuehneromyces mutabilis, Laccaria laccata, ou encore Armillaria mellea jeune; chez Boletus erythropus, il est plus fibreux en se rapprochant de la base.

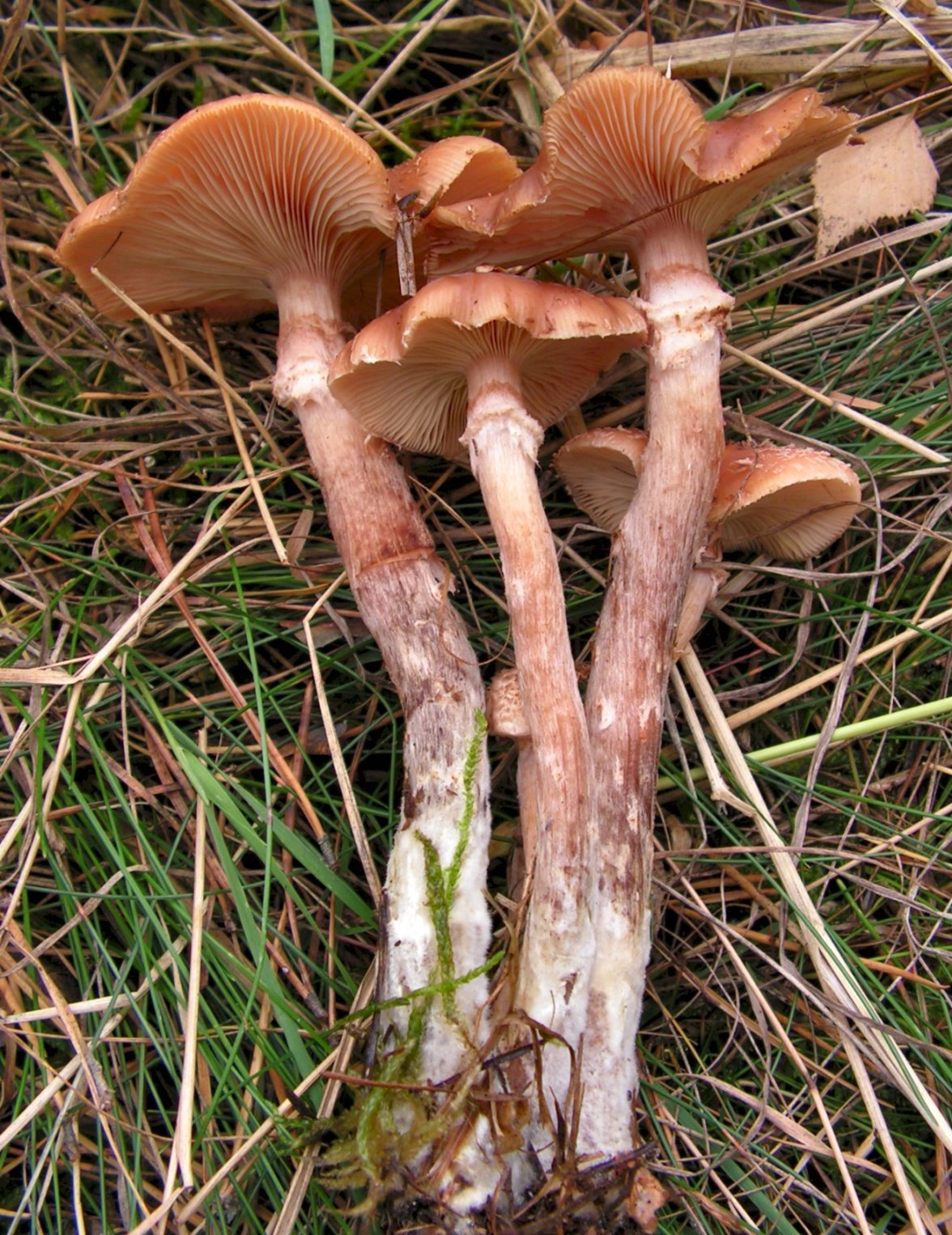
Armillaria ostoyae pied fibreux
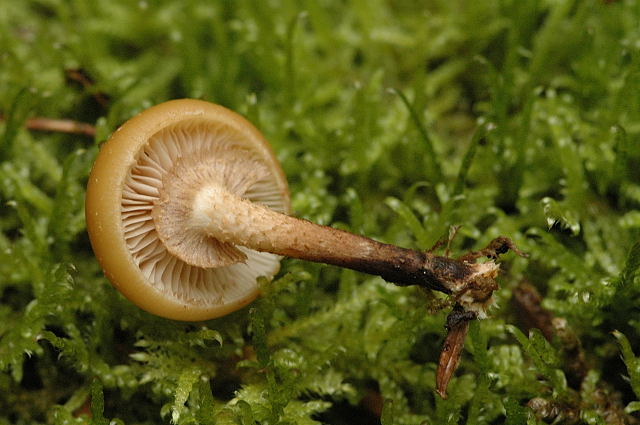
Kuehneromyces mutabilis pied fibreux de la pholiotte

#### Cassant
Chez certains champignons le pied est fragile et va se briser net sous la pression, caractéristique spécifique de beaucoup de Russulaceae.

## Base

### Avec rhizomorphes
Le stipe se termine par une agglomération de ficelles, de cordonnets.

### Marginé
Un stipe est marginé lorsqu'il présente une marge à sa base, souvent créée par un reste de volve. Lorsque le bulbe est brusquement limité par un bourrelet anguleux.

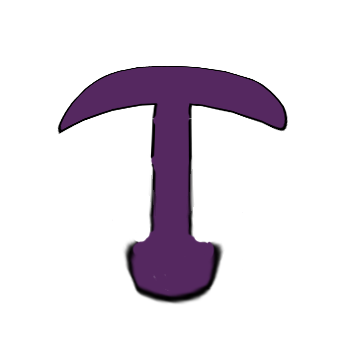
Stipe marginé
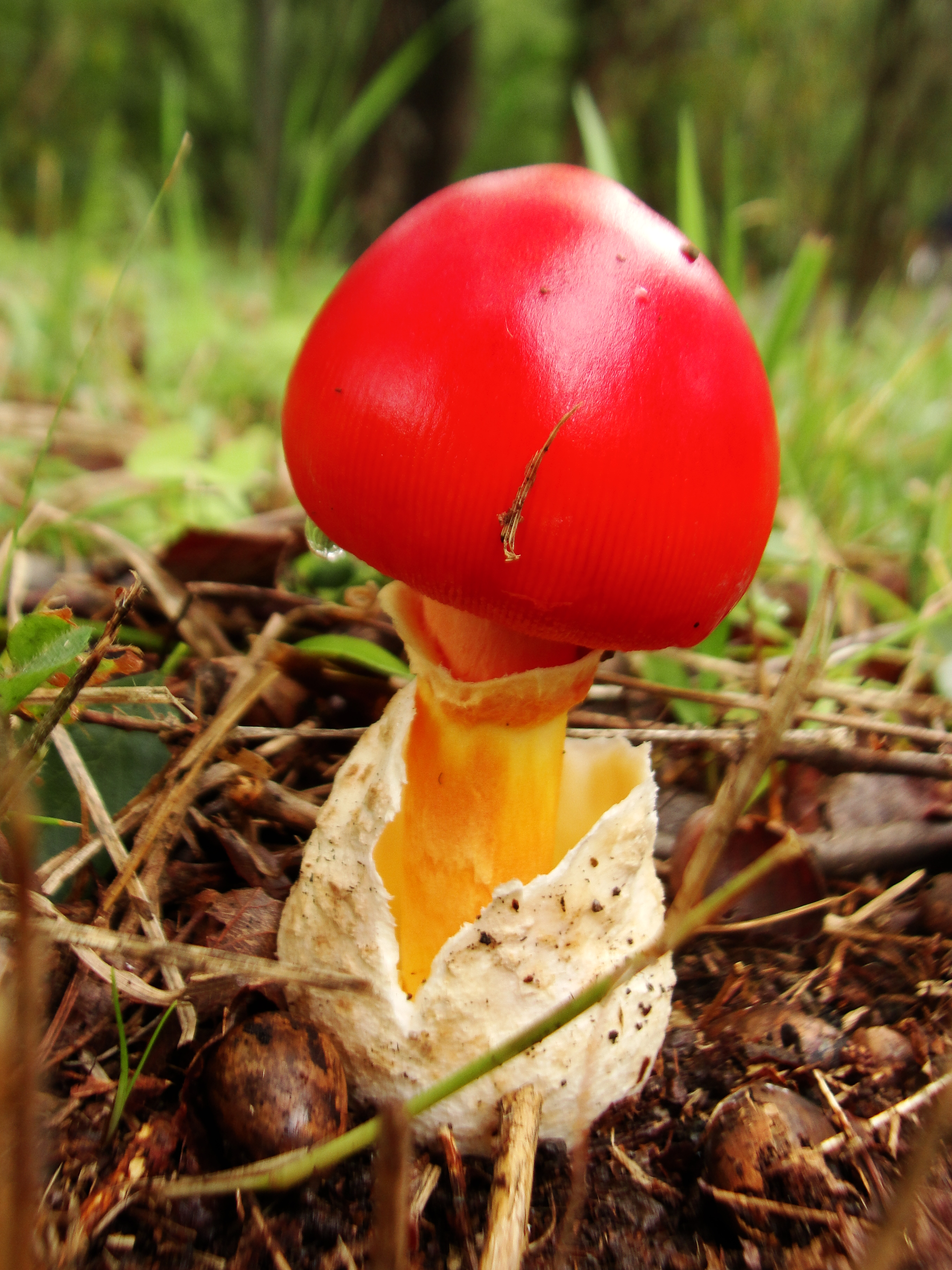
Amanita caesareoides Stipe marginé
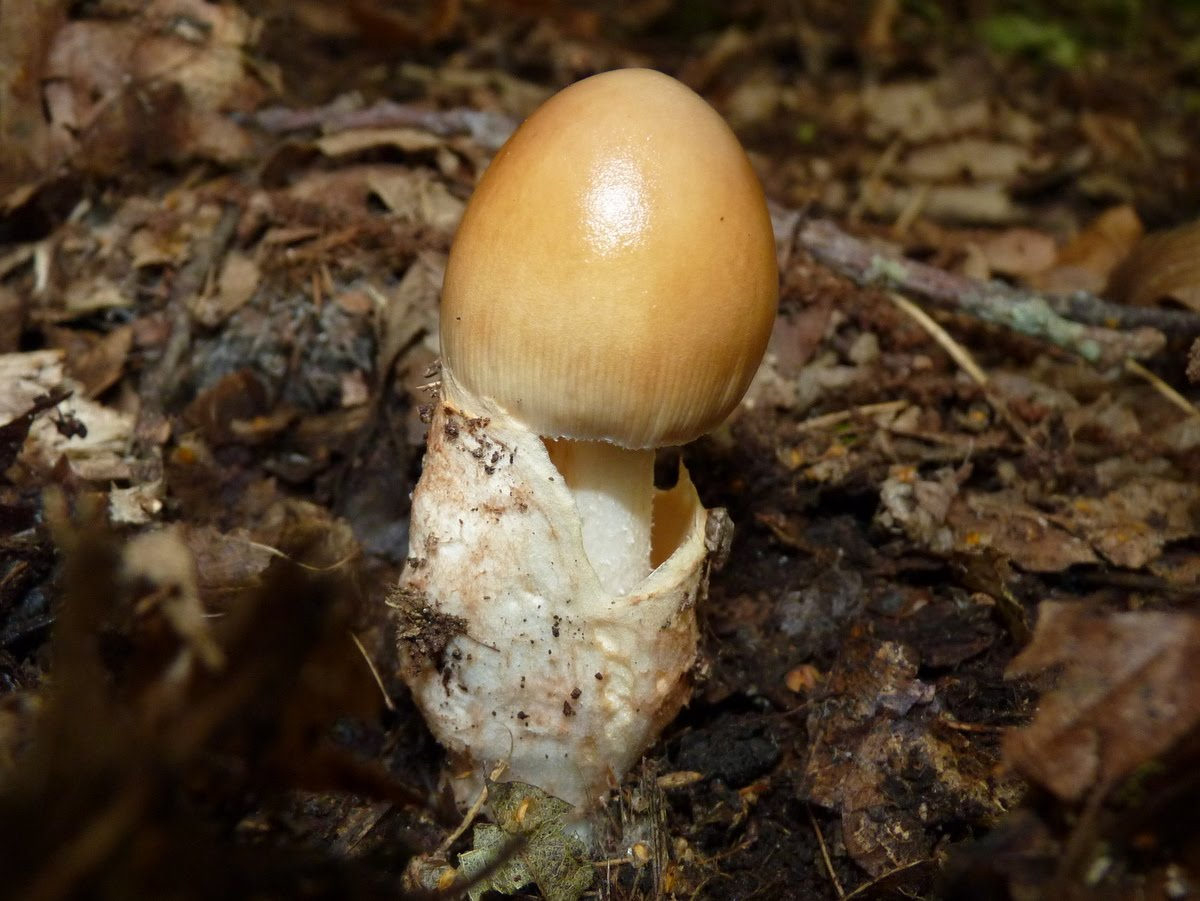
Amanita crocea Stipe marginé

### Immarginé ou bulbeux
Un stipe est immarginé ou bulbeux lorsqu'il présente un renflement à sa base.

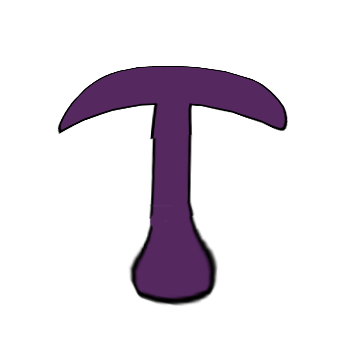
Stipe bulbeux ou immarginé
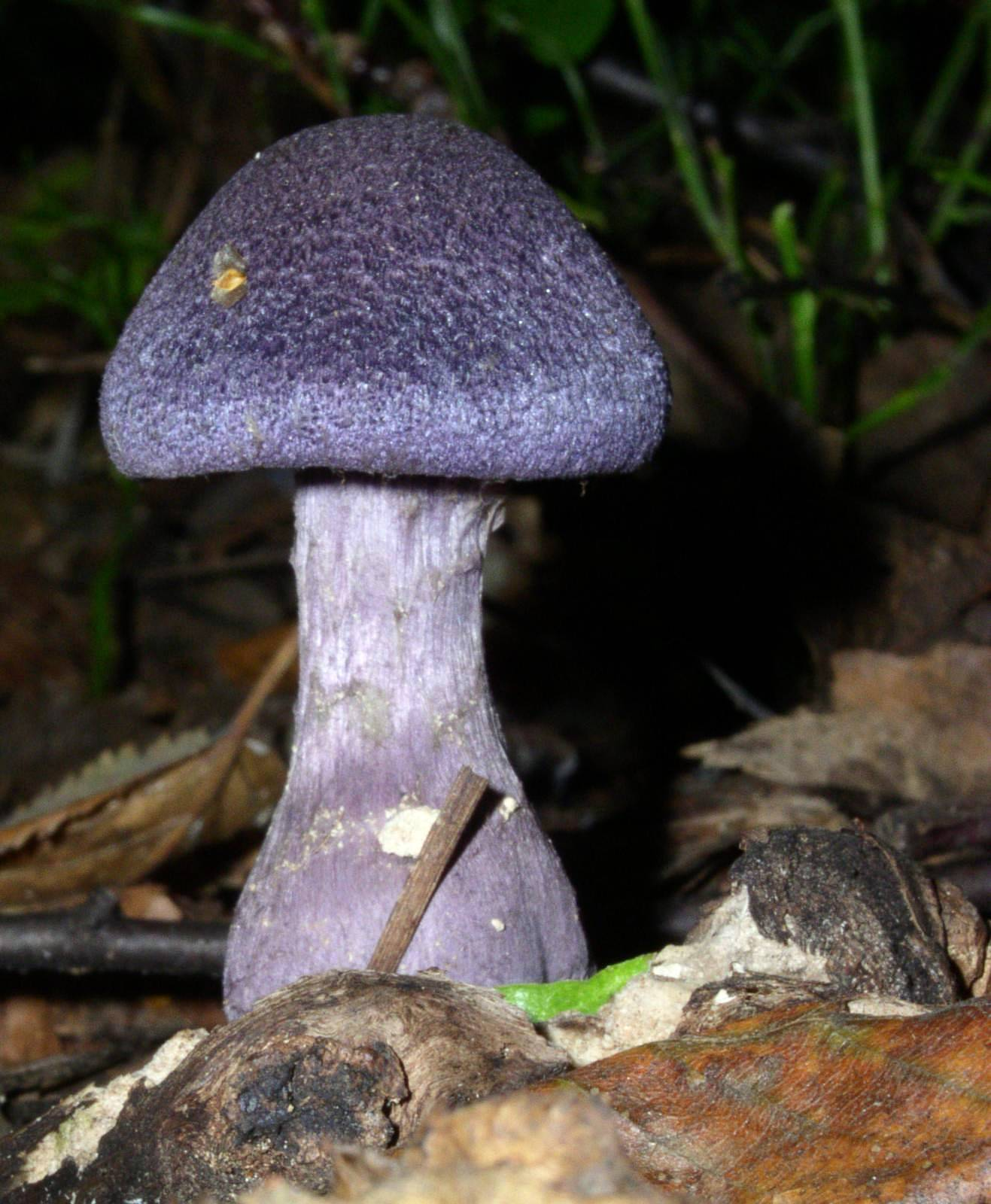
Cortinarius violaceus stipe bulbeux
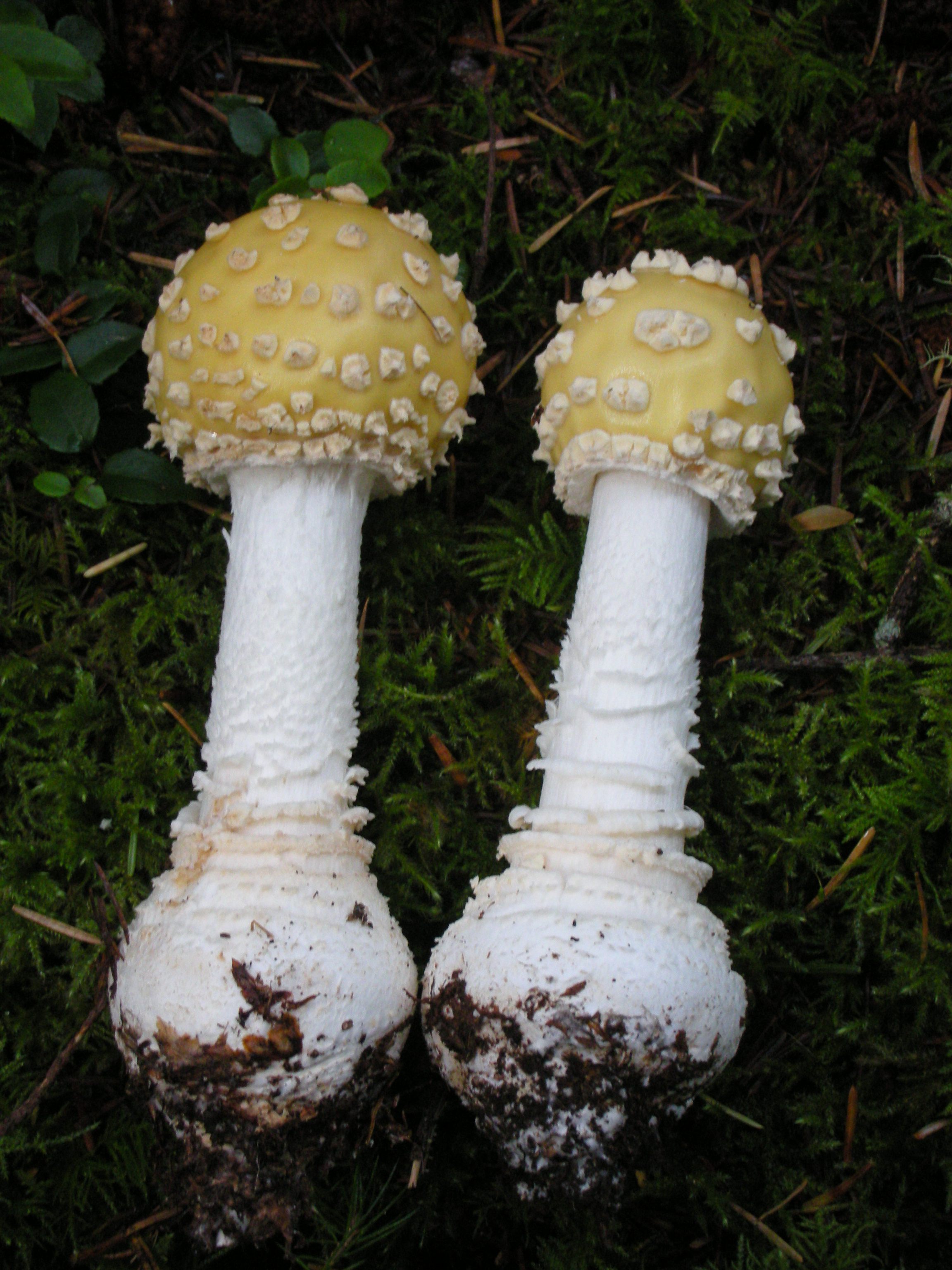
Amanita muscaria stipe bulbeux

### Radicant
Un stipe est radicant lorsque la base du pied se termine comme une racine effilée. On le trouve notamment chez Sparassis crispa, Cortinarius argutus, Boletus radicans, Hebeloma radicosum, Cortinarius duracinus, Polyporus radicatus.

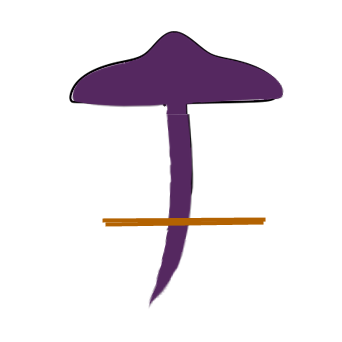
Stipe radicant
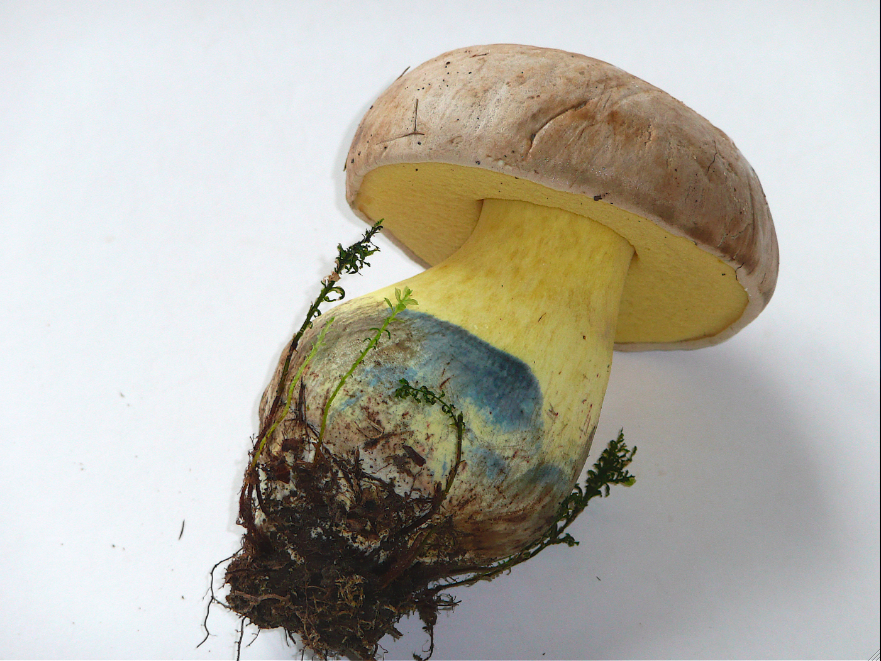
Boletus radicans Stipe radicant
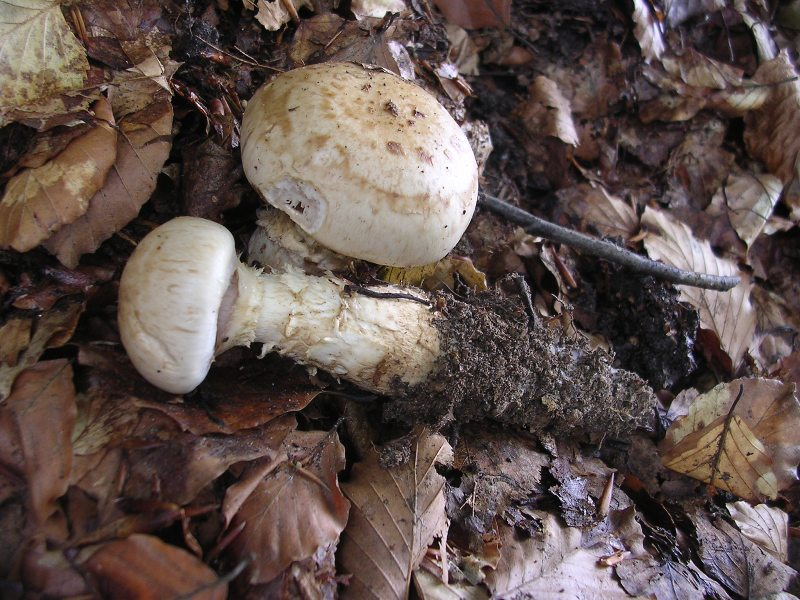
Hebeloma radicosum Stipe radicant

### Napiforme
Un stipe est napiforme si la base de son pied présente une forme de toupie ou d'un navet, comme chez Inocybe napipes.

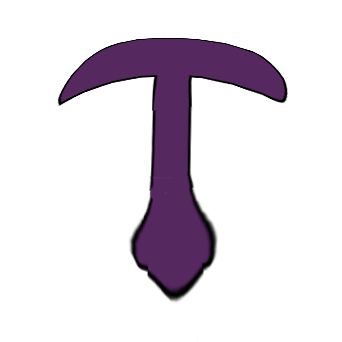
Stipe napiforme
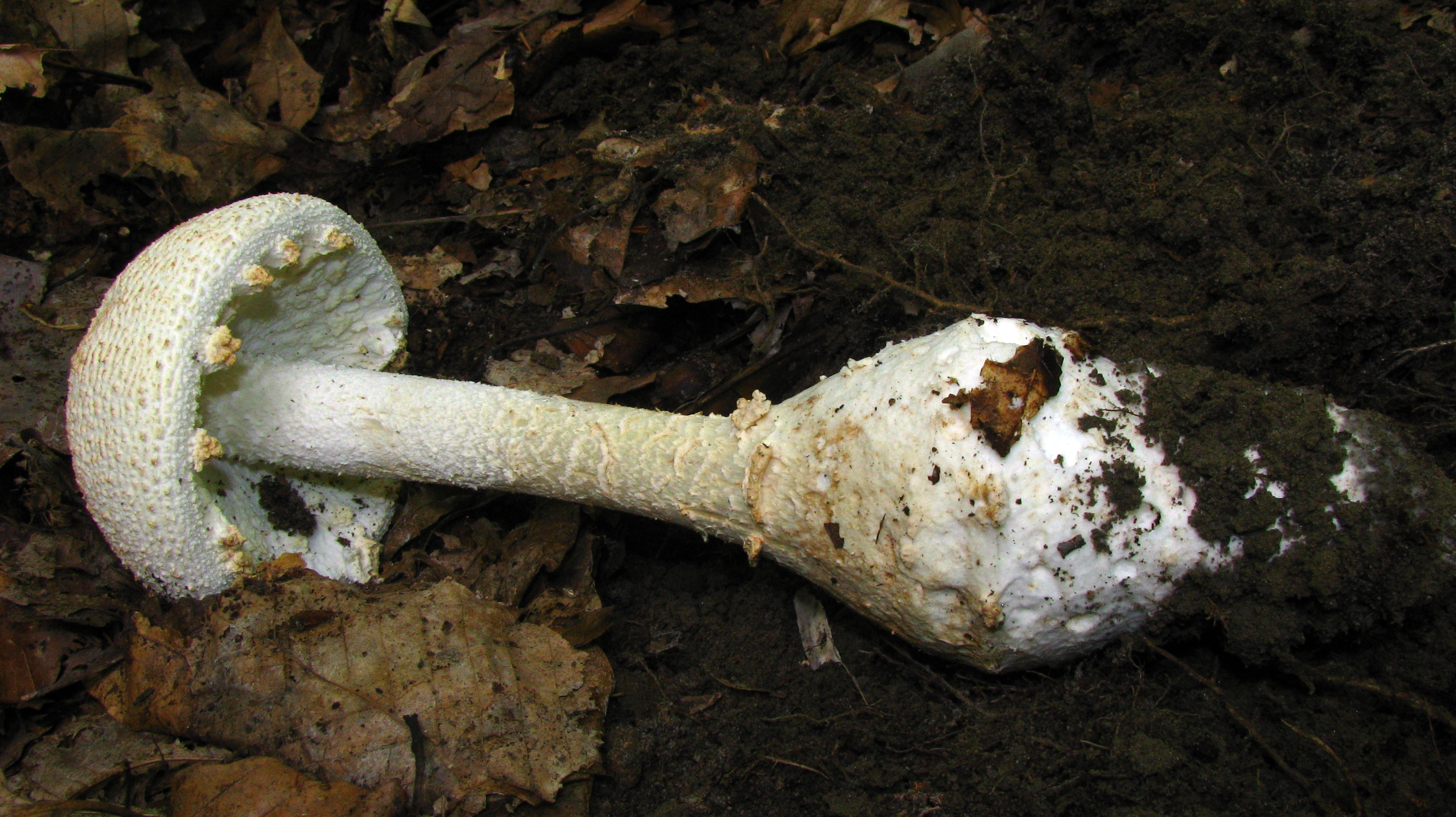
Amanita daucipes
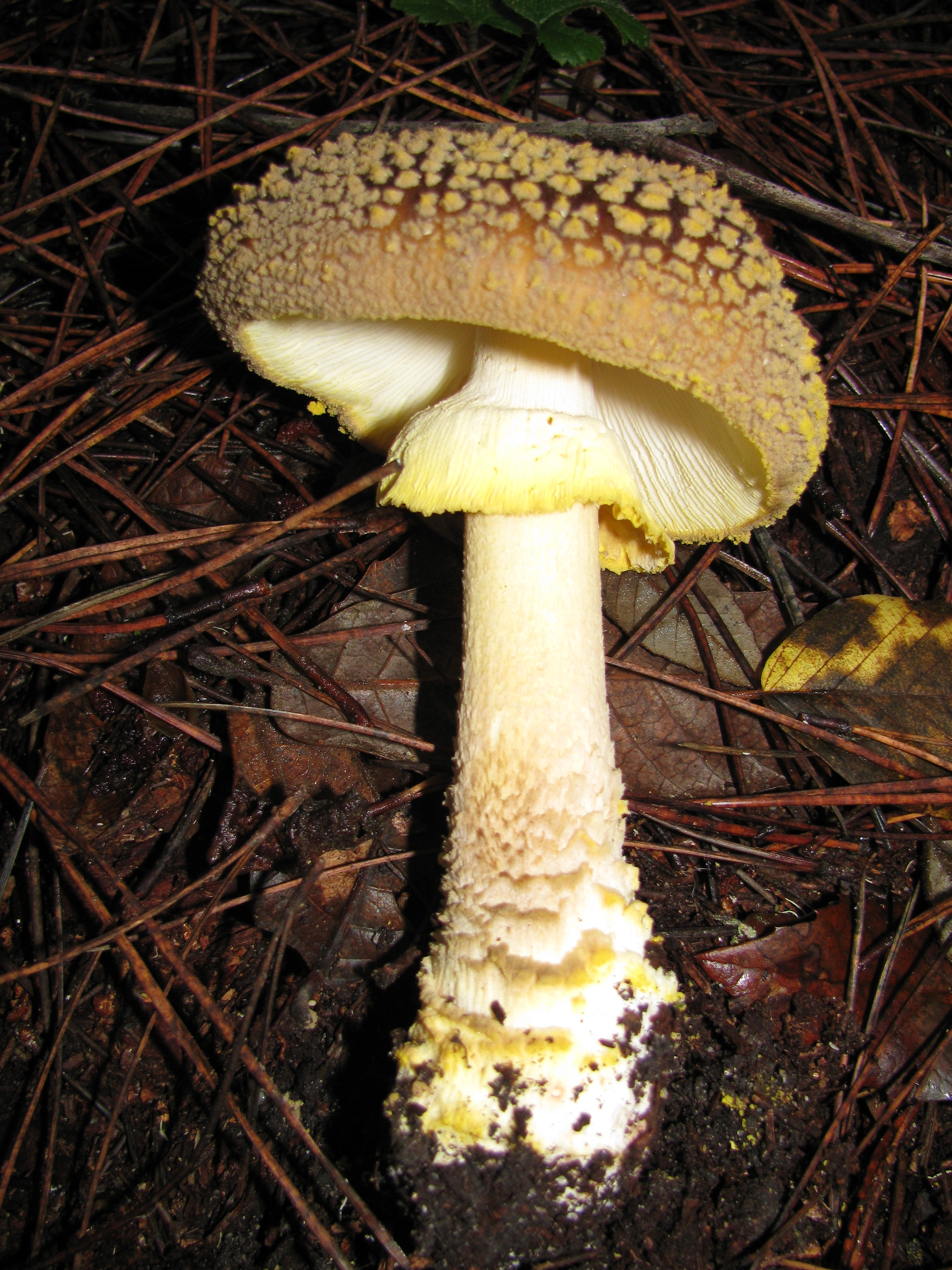
Amanita franchetii

## Ornementation du stipe

### Réticulé
Un stipe est dit réticulé lorsqu'il présente un maillage fin sur sa surface dont les crêtes peuvent prendre une couleur différente. La réticulation est souvent plus forte et plus colorée au pied du stipe. On trouve cette caractéristique chez les genres Phallus, parmi les ascomycètes, et Boletus, parmi les basidiomycètes, comme par ex. Boletus torosus. Les crêtes du maillage peuvent être concolores comme chez Boletus regius ou plus prononcées au pied du stipe comme chez Boletus reticulatus.

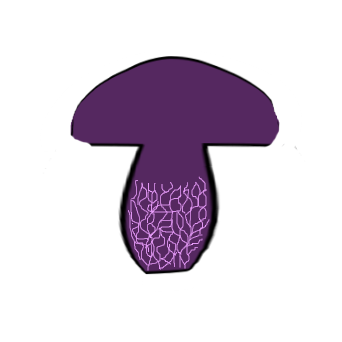
Stipe Réticulé
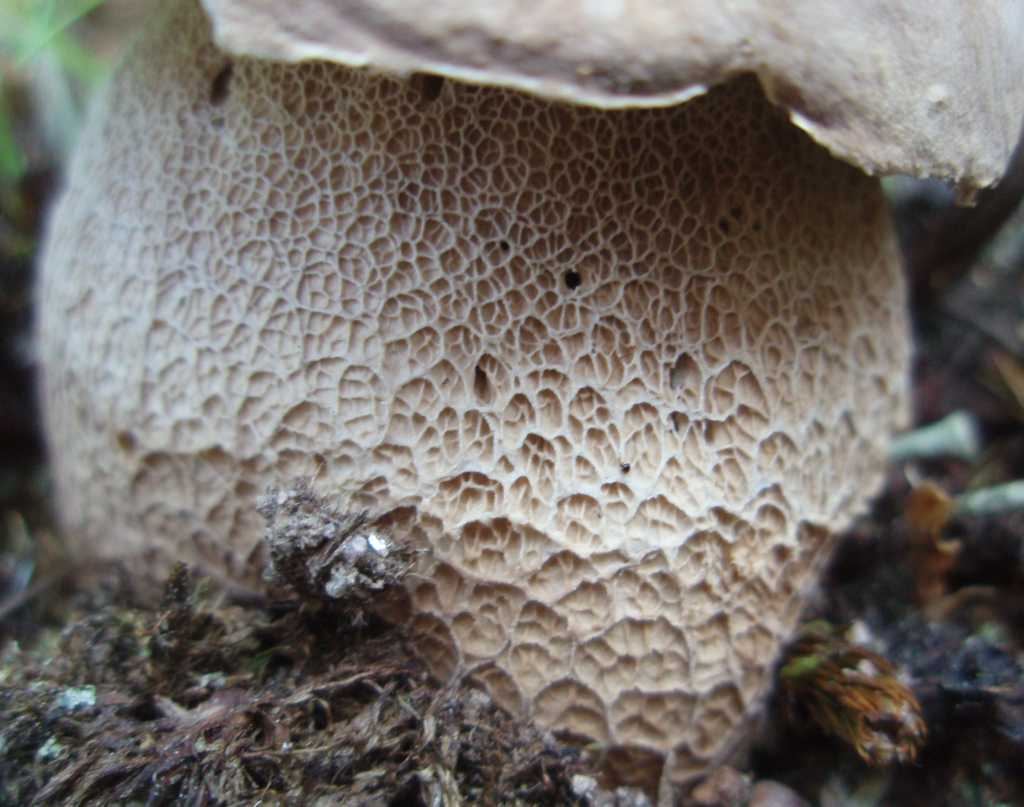
Boletus reticulatus Stipe réticulé, crête concolore
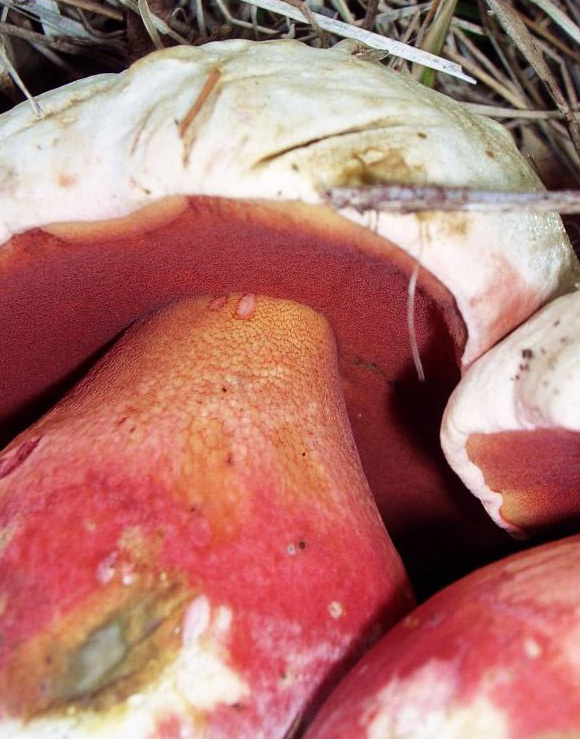
Boletus satanas Stipe réticulé, crête rouge
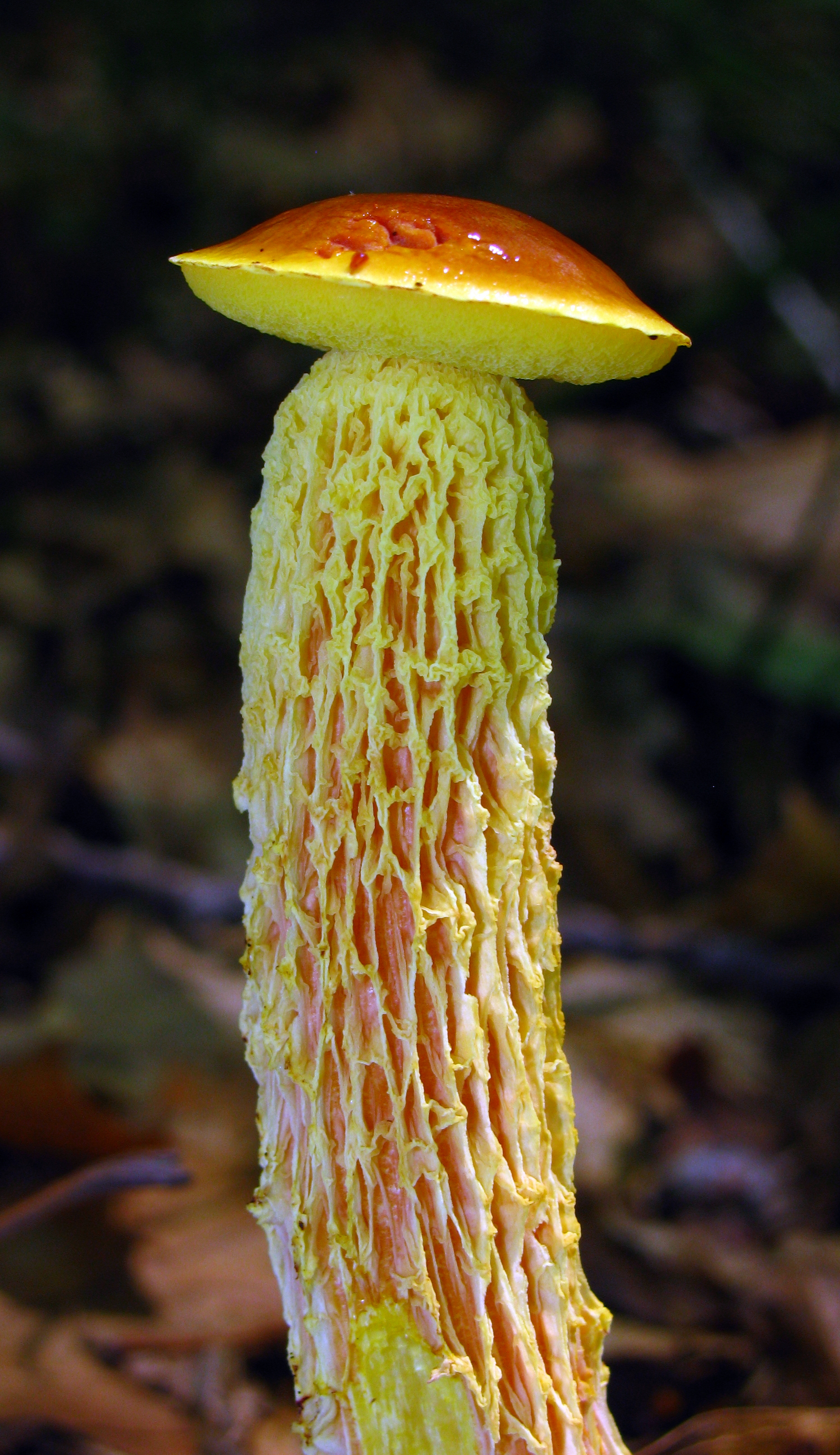
Heimioporus betula Stipe réticulé, crête jaune

### Scabreux
Un stipe est dit scabreux lorsqu'il présente une surface rude et rabotée : il est couvert de petites saillies rigides qui donnent une texture rugueuse. On trouve cette caractéristique typique chez quelques genres de Boletaceae. Chez les genres Leccinum et Leccinellum le pied est blanc et recouvert de très légères saillies noires.

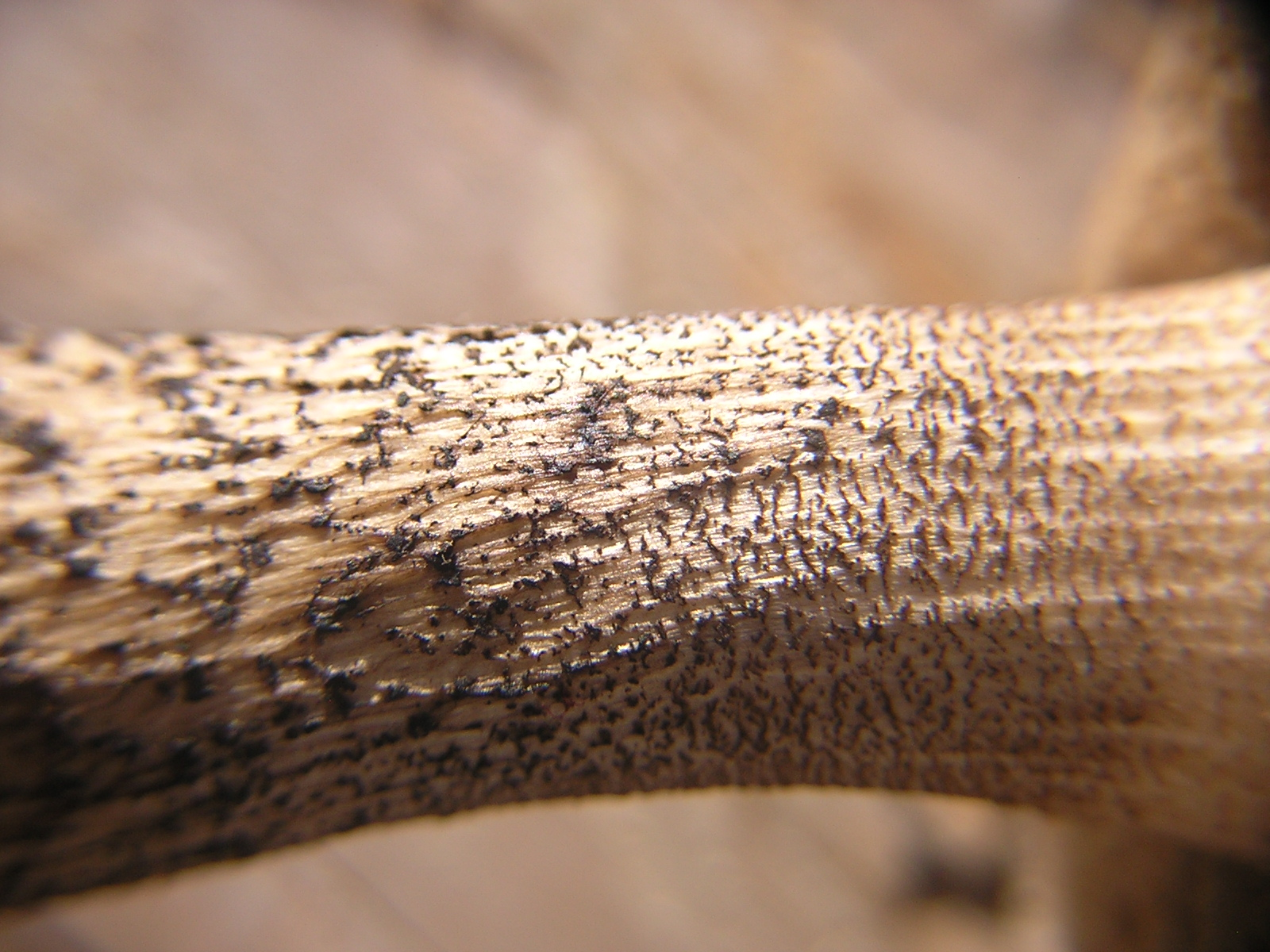
Leccinum sp. Stipe scabreux
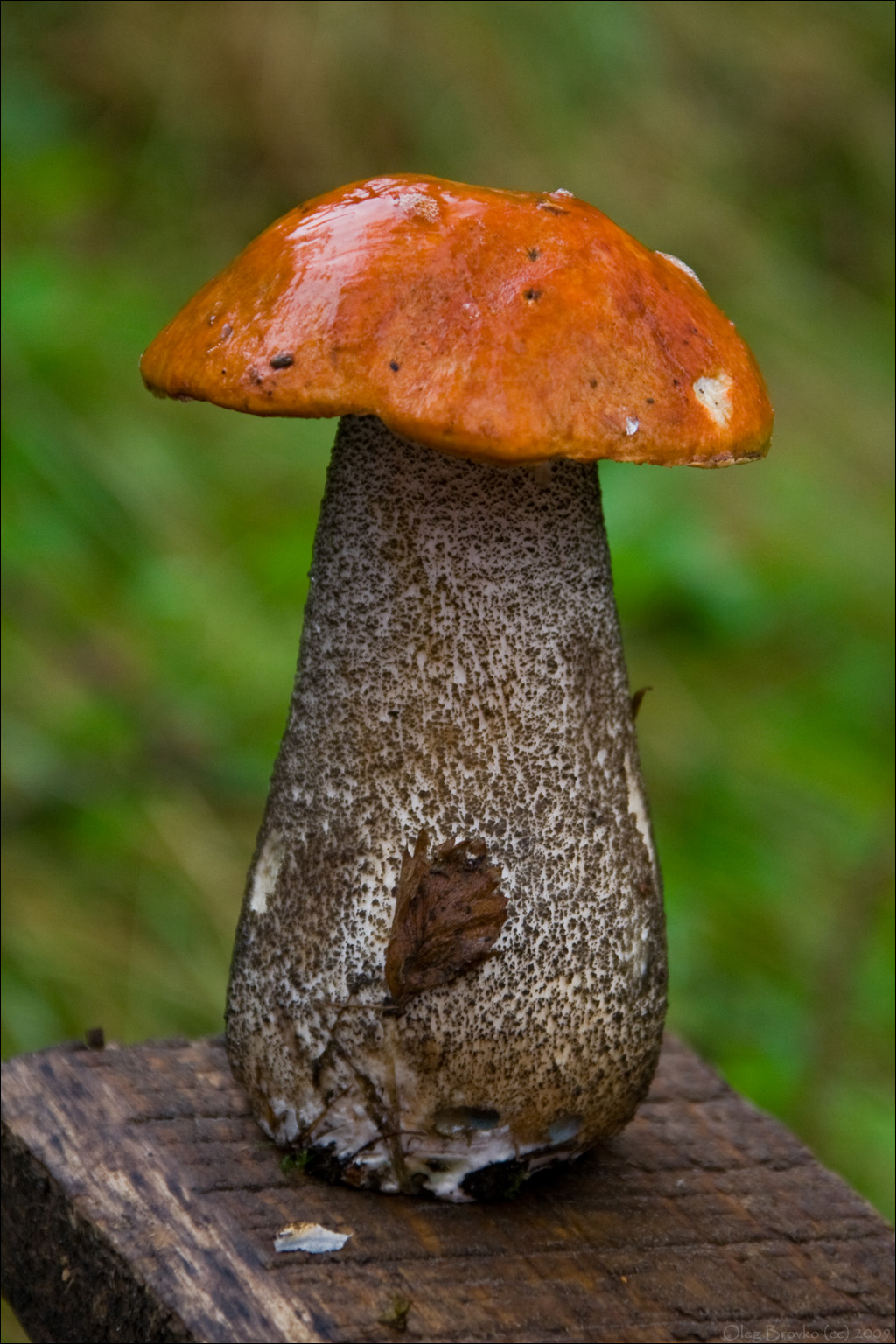
Leccinum versipelle Stipe scabreux
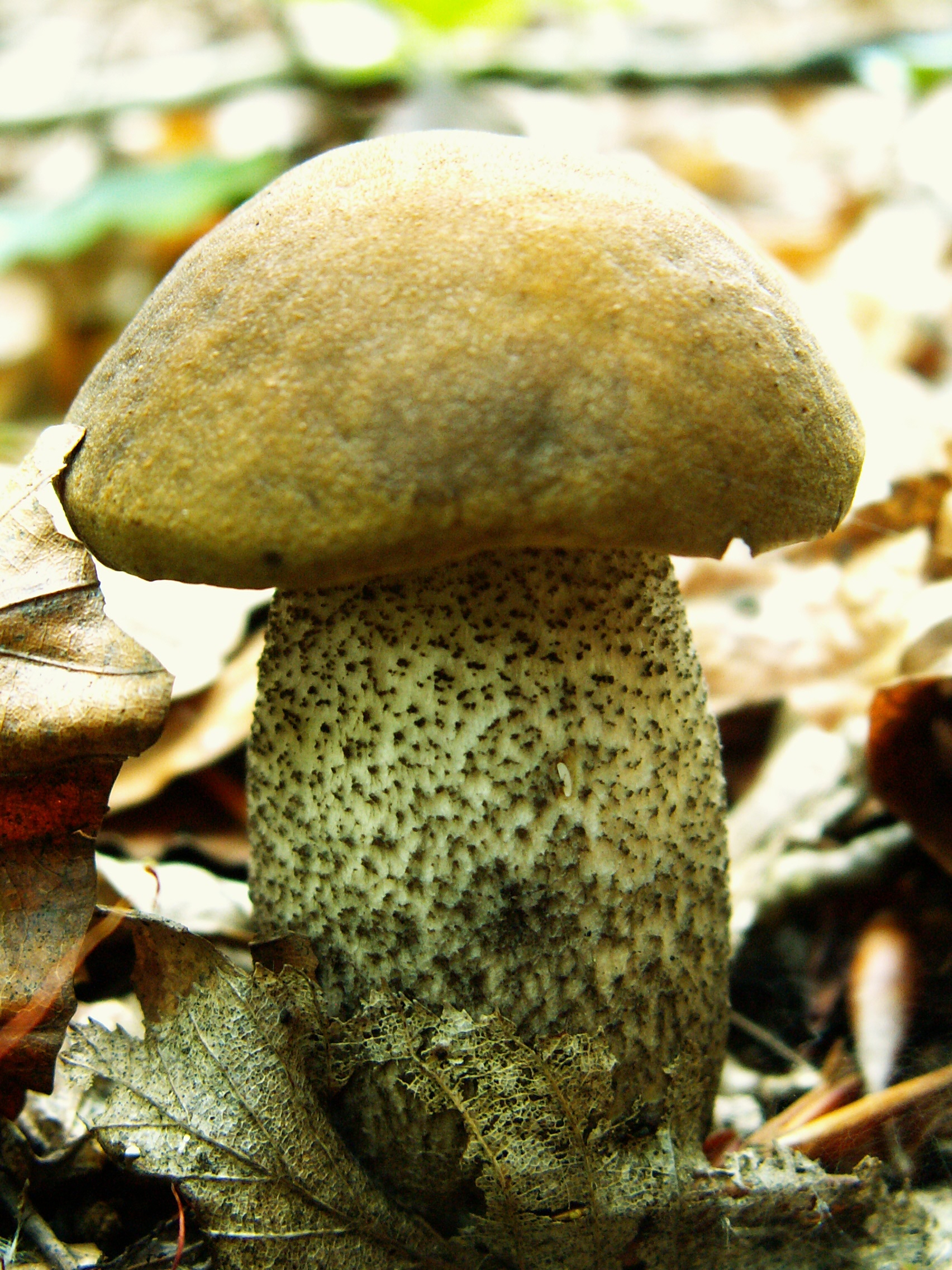
Leccinum carpini Stipe scabreux

### Furfuracé
Un stipe est furfuracé lorsqu'il présente une surface recouverte ou composée de petites squames poudreuses, souvent blanches.
On trouve des exemples chez la base du pied de certaines amanites comme chez Amanita cokery et sur les pieds de certaines morilles comme Morchella conica. Sur le pied de Xerula furfuracea elles sont brunes. C'est une caractéristique des Cystoderma.

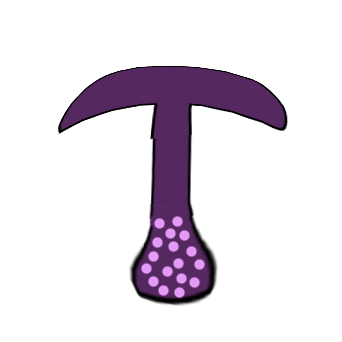
Stipe furfuracé
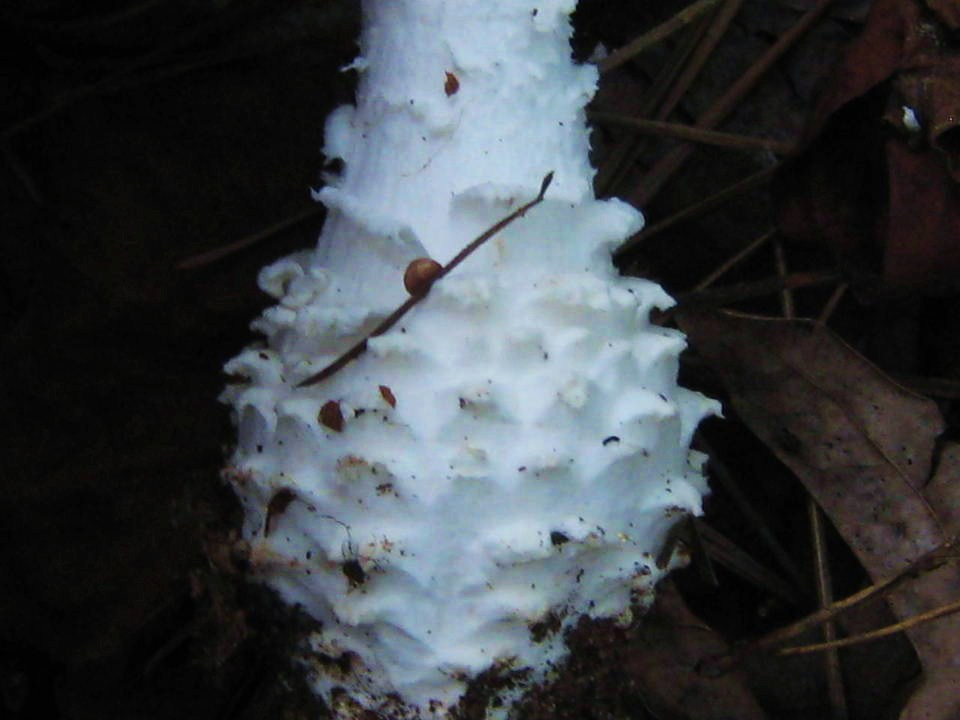
Amanita cokery
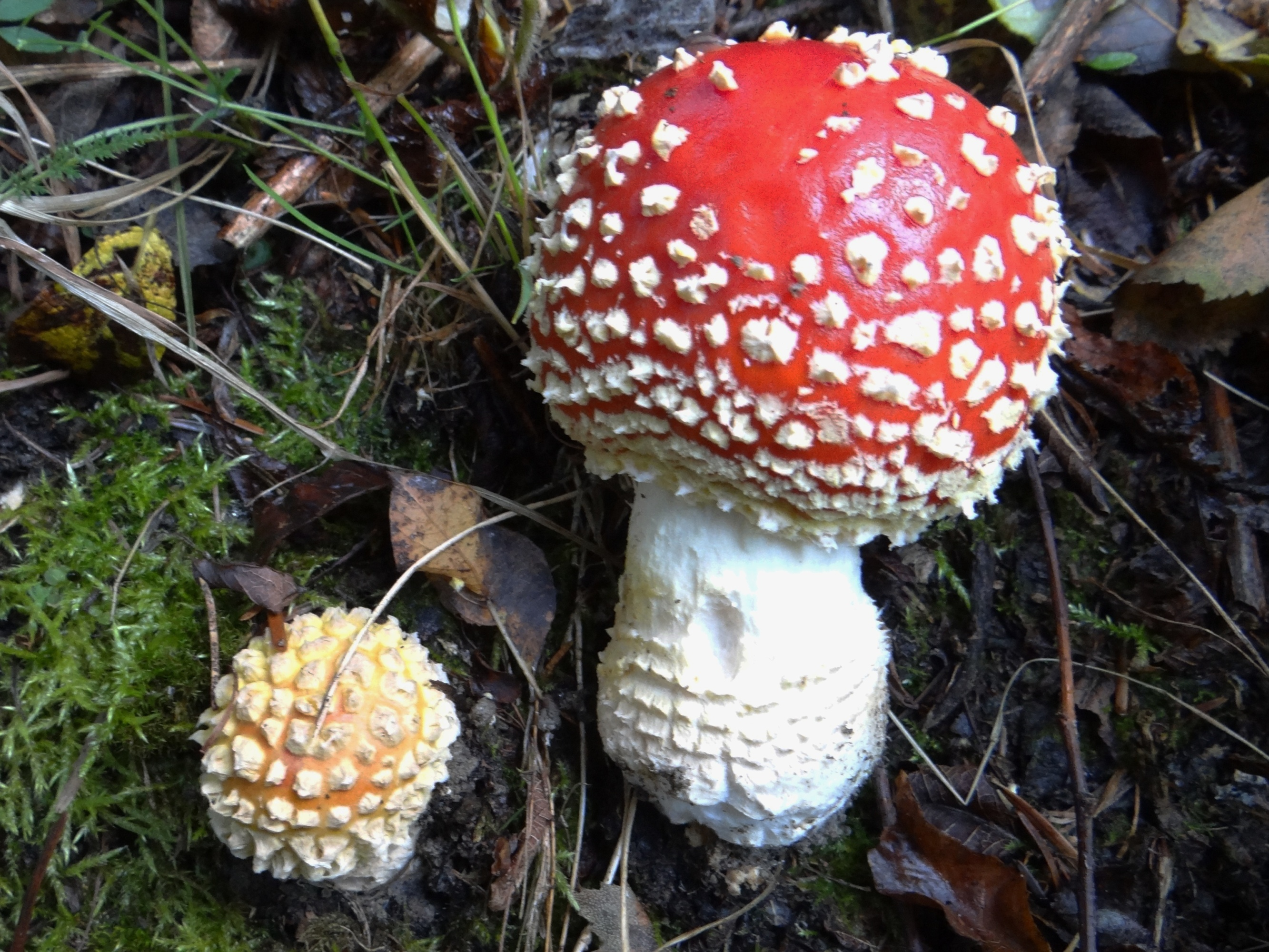
Amanita muscaria
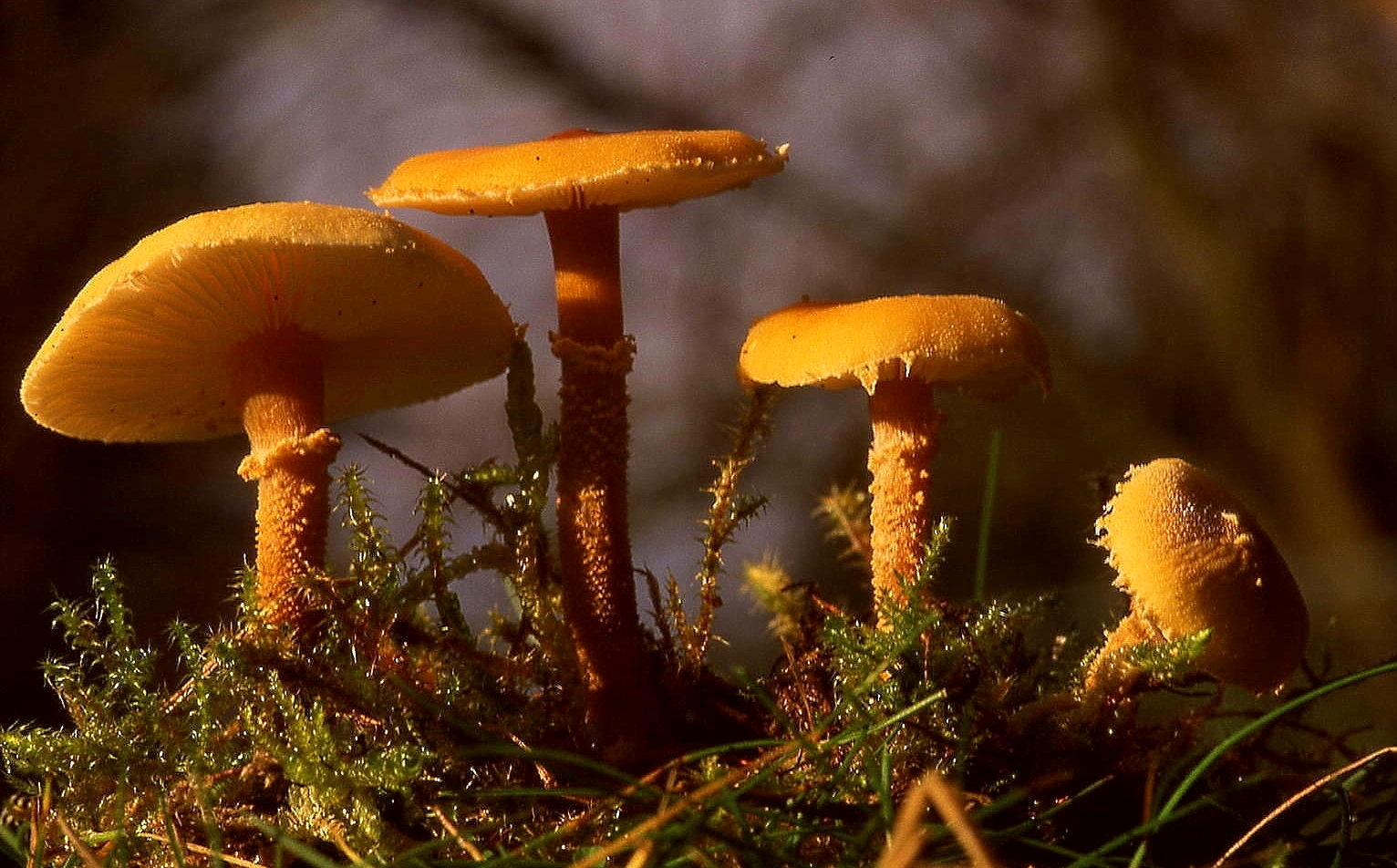
Cystoderma amianthinum
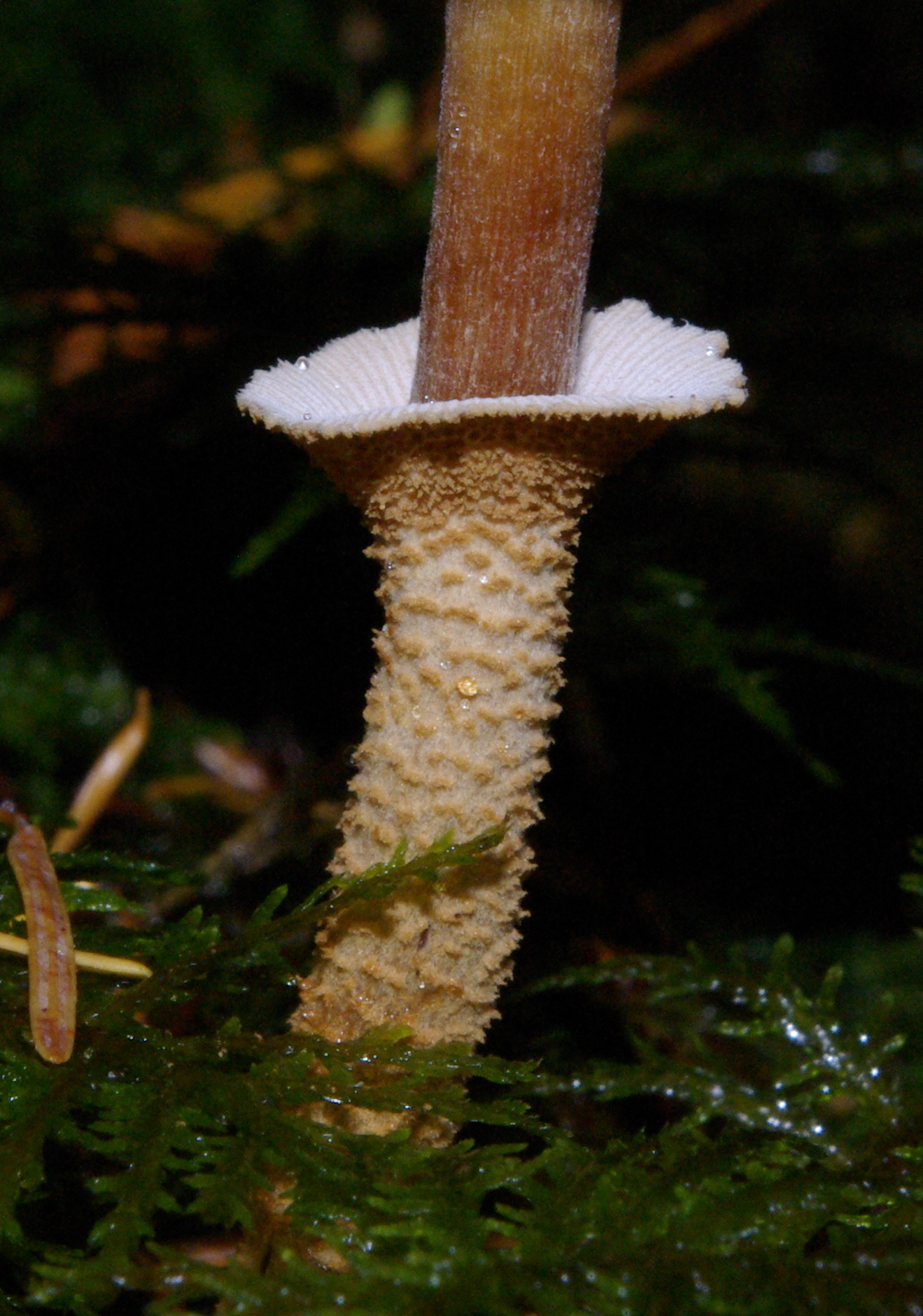
Cystoderma fallax

### Strigueux
Un stipe est strigueux ou hirsute lorsqu'il présente une surface hérissée de poils courts, raides et grossiers. La densité du poil est moindre chez le stipe strigueux. Cette caractéristique se rencontre chez les Mycena

### Scrobiculé
Un stipe est scrobiculé lorsqu'il présente une surface creusée de petites fossettes irrégulières. On trouve cette particularité chez de nombreux Lactarius, comme Lactarius scrobiculatus, Lactarius deliciosus ou encore Hydnellum scrobiculatum. Les scrobicules (fossettes) prennent une couleur plus foncée. Leur présence est très variable et ne constitue pas un caractère déterminant. Quand ils existent en quantité, ils sont allongés.

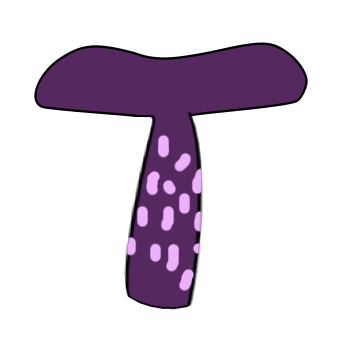
Stipe scrobiculé
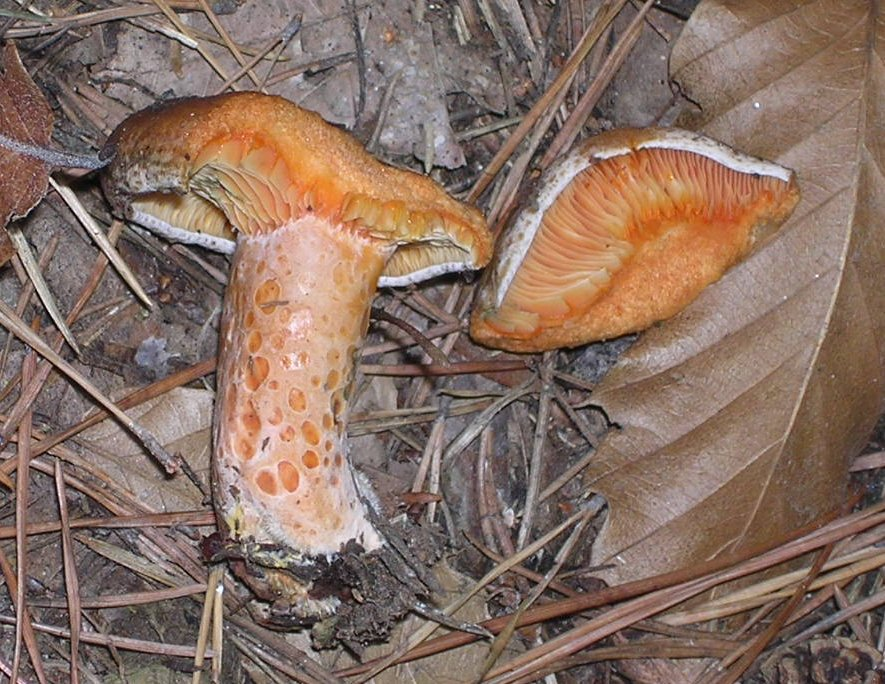
Lactarius deliciosus
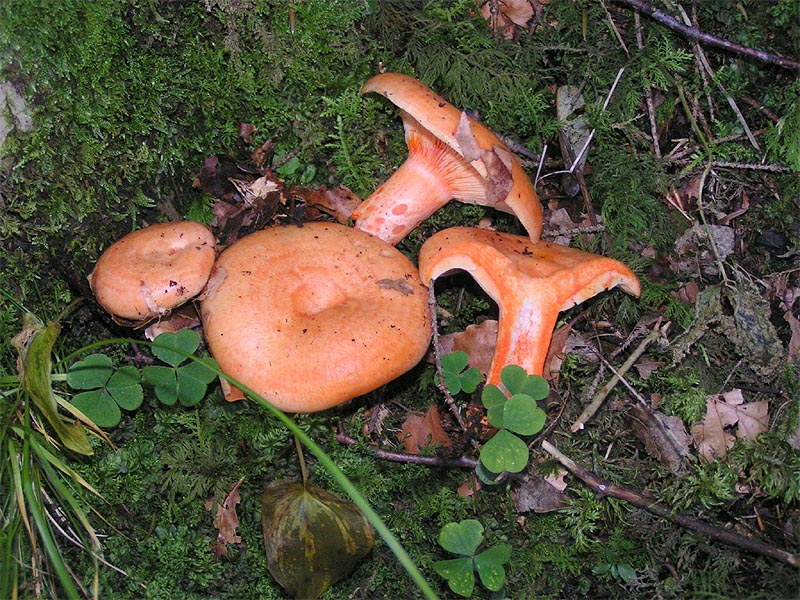
Lactarius salmonicolor Stipe creux et scrobiculé

### Écailleux
Le stipe écailleux de l'Hebeloma radicosum présente des écailles.

## Stipes coalescents
Les stipes sont coalescents si deux ou plusieurs stipes adhèrent les uns aux autres ; plus courts, ils se ramifient sur un pied commun auquel ils sont soudés. Il ne faut pas confondre avec les sporophores grégaires de type connés, uniquement soudés à la base du stipe ou cespiteux, où plusieurs sporophores sont agglomérés à la base du stipe. On trouve cette forme soudée des pieds chez Hydnellum concrescens ou encore parfois chez Clitocybe nebularis, Calocybe gambosa ou Hydnum repandum. Il ne faut pas non plus confondre avec des chapeaux soudés entre eux qui sont alors dits concrescents. Ces deux caractéristiques peuvent apparaître ensemble, chez les Hydnum par exemple.

### Exemple

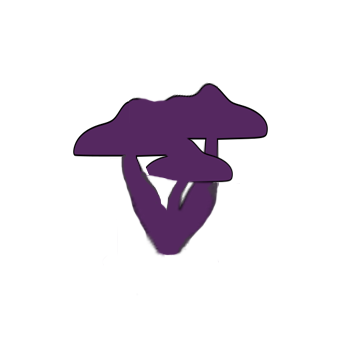
stipes concrescents
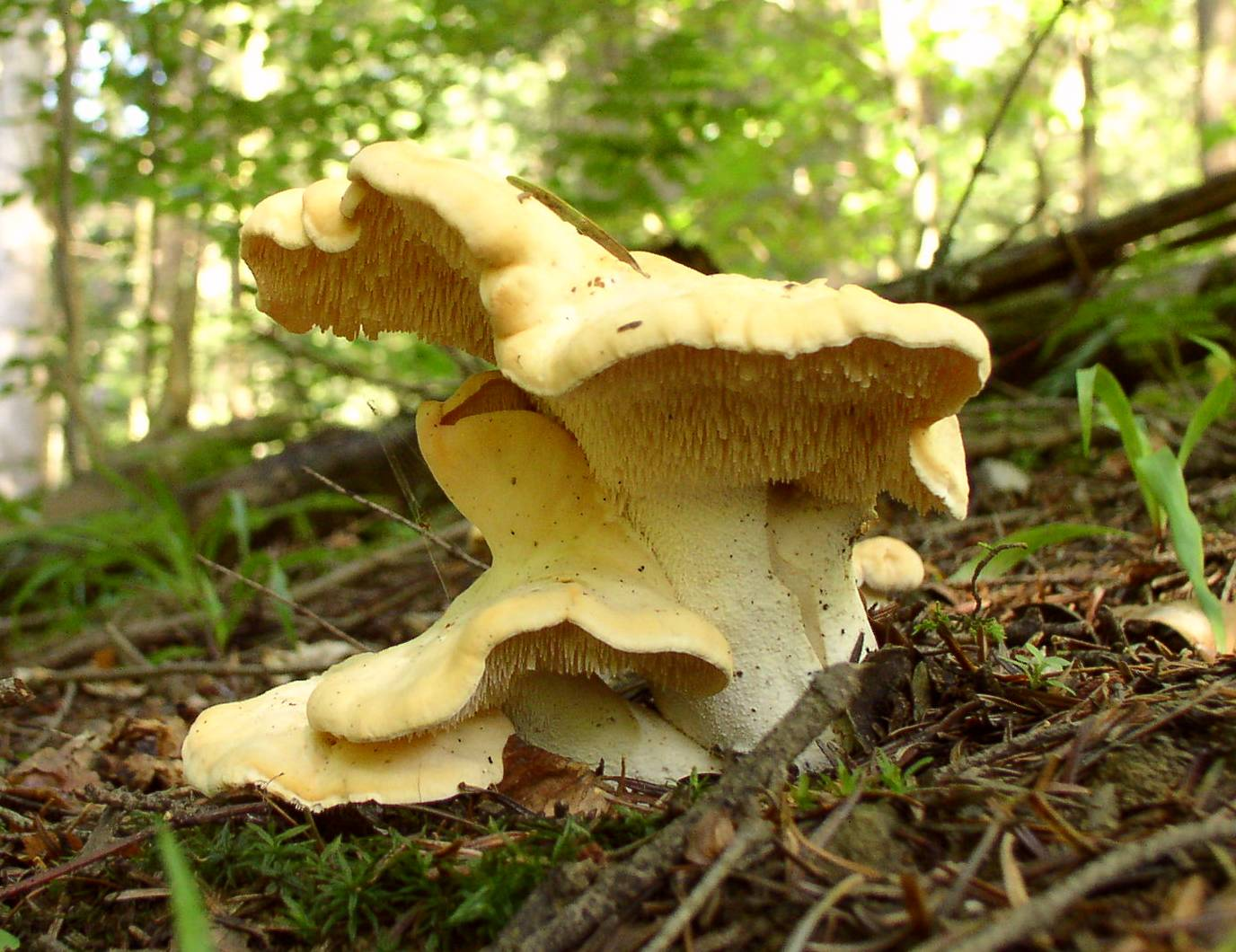
Hydnum repandum stipes concrescents
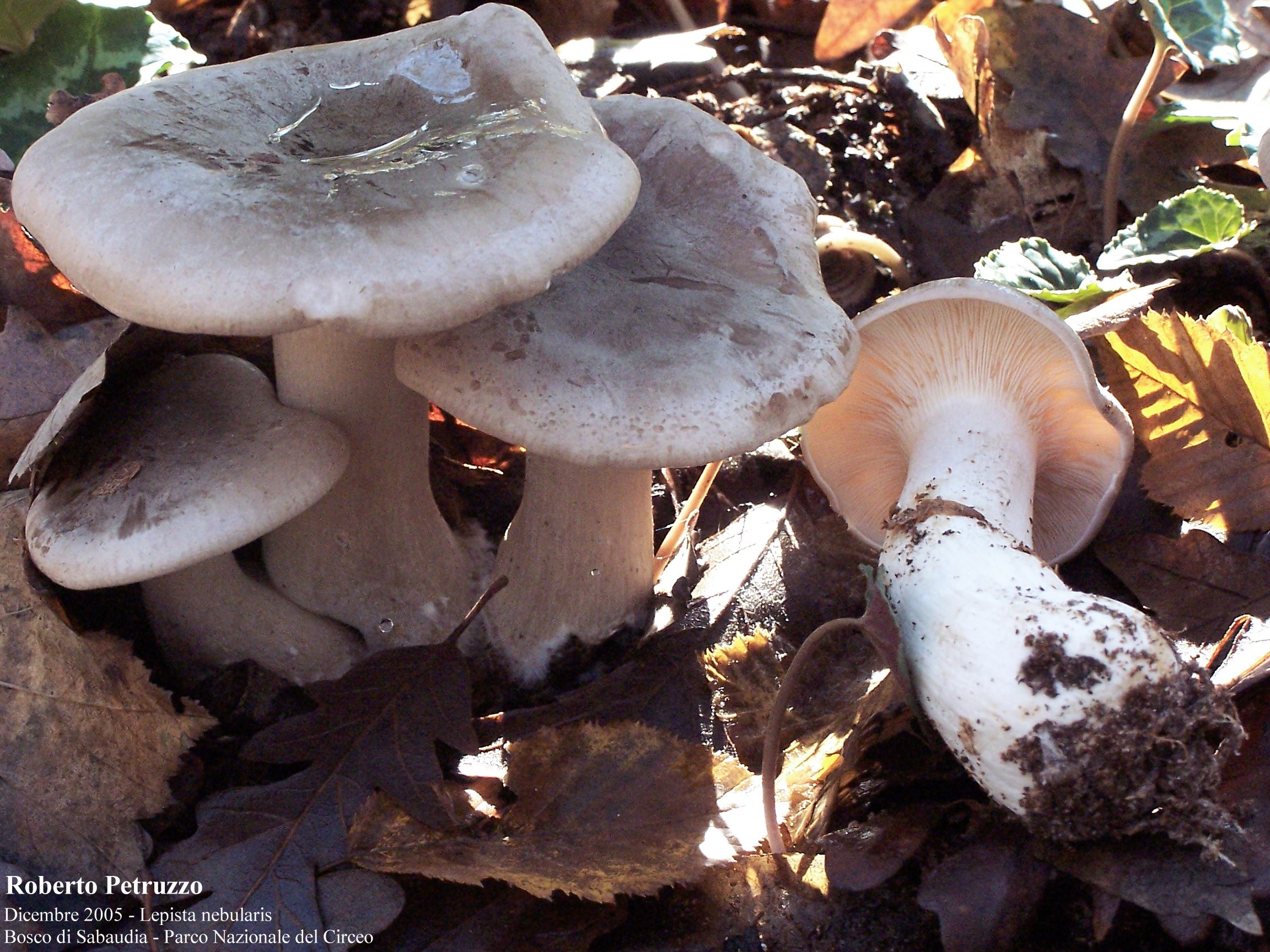
Clitocybe nebularis stipes concrescents
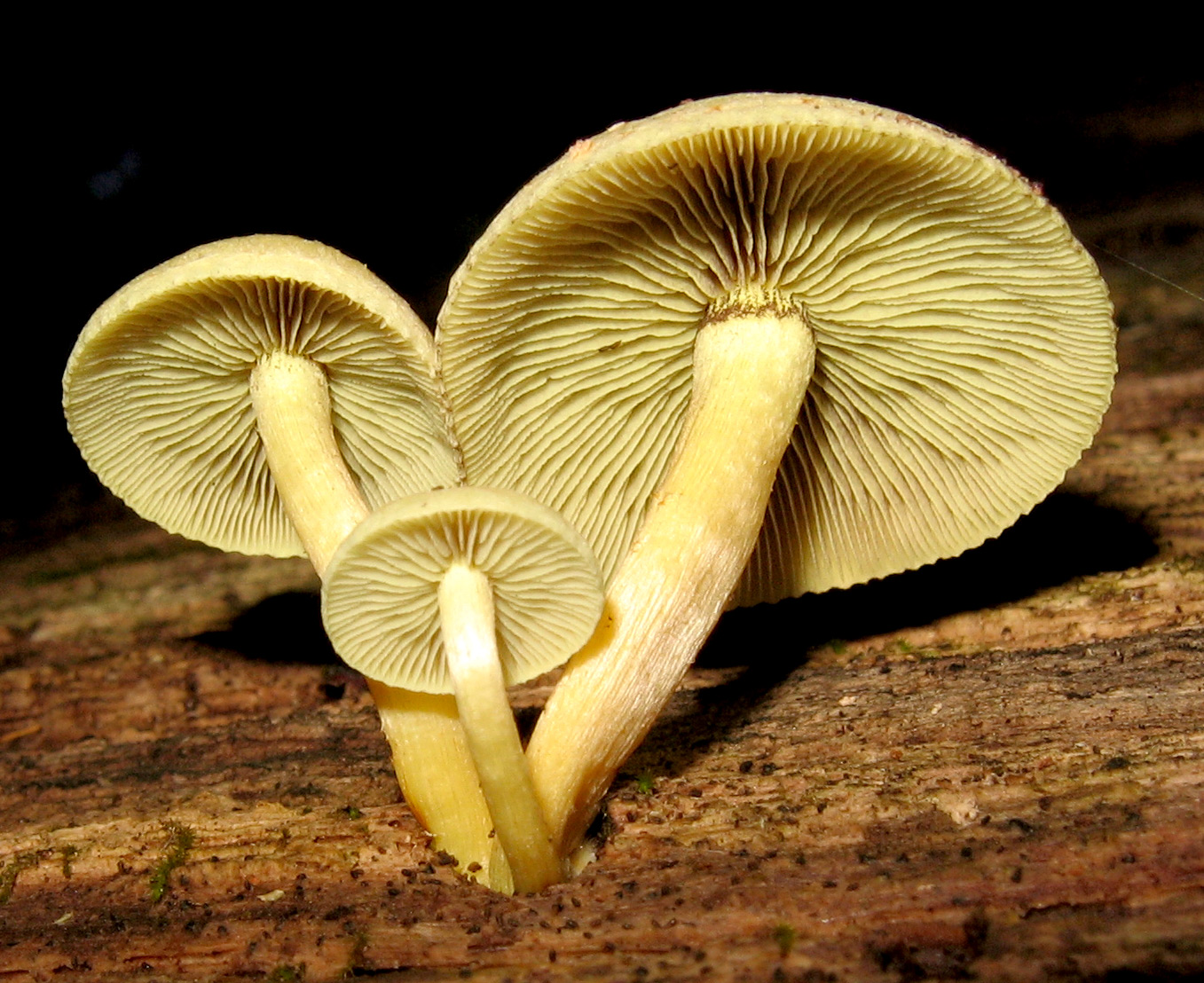
Hypholoma sp., sporophores connés
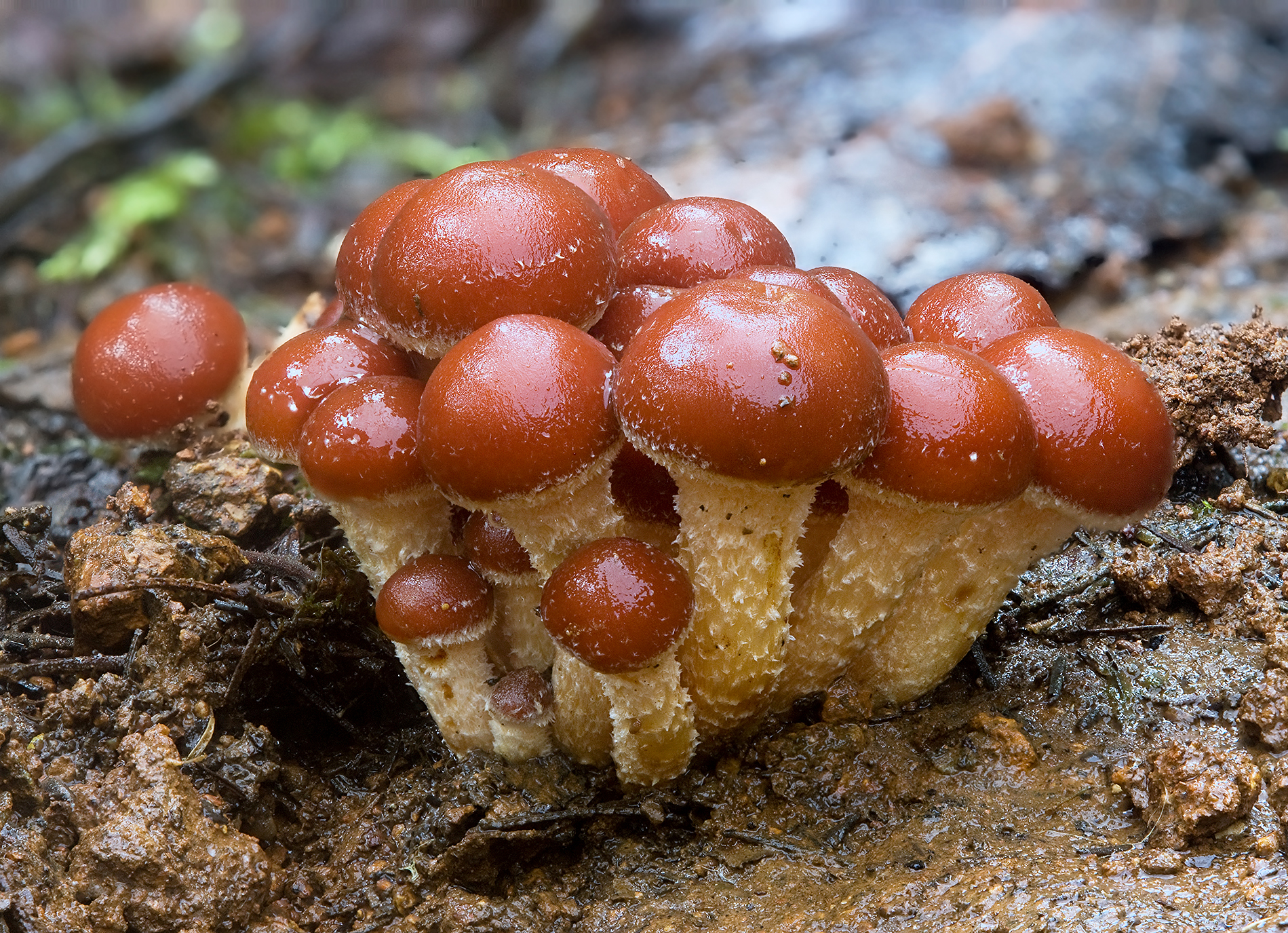
Hypholoma sp., sporophores cespiteux

## Couleur du stipe

### Concolore
Le pied a la même couleur que le chapeau
Calocybe gambosa ou Hydnum repandum.

### Couleurs dégressives
La base du pied présente une couleur différente de celle du haut du pied.

### Couleurs variables
Toucher le stipe va modifier sa couleur.

## Anneau, voile, jupe

Déliquescent
Attaché par le haut
Attaché par le bas
Libre
Double
Gainé

### Jupe

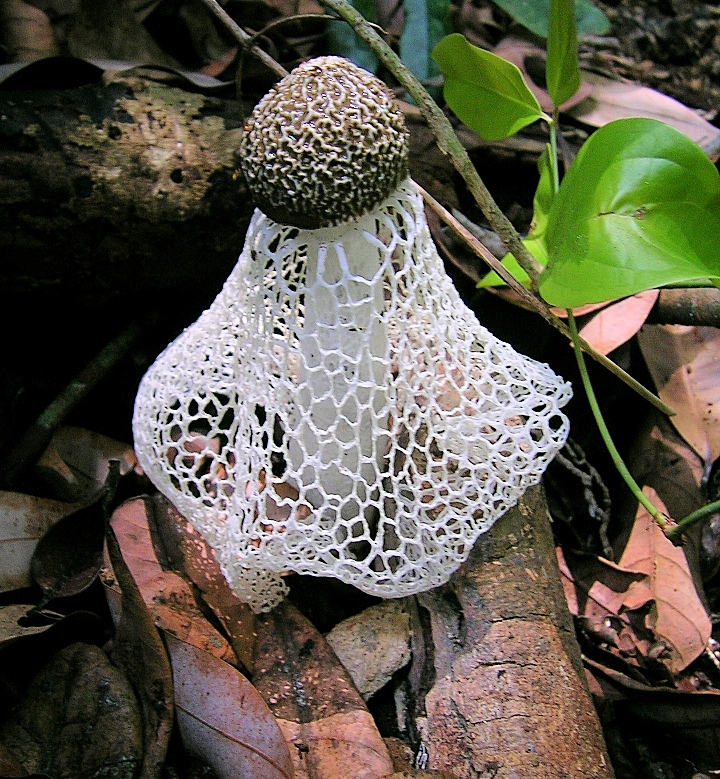
Phallus indusiatus Jupe réticulée